# Breslavia
Breslavia (/breˈzlavja/; in polacco:  [ˈvrɔtswaf], in slesiano Wrocłow, in yiddish ברעסלע‎?, Bresle; in tedesco Breslau, in ceco Vratislav, in latino Vratislavia) è una città della Polonia di 673531 abitanti, la terza del Paese per popolazione, capoluogo del voivodato della Bassa Slesia e capitale storica della Slesia.
Fece parte del Regno di Polonia durante la dinastia dei Piast. Nel XII secolo Breslavia era una delle tre principali città del Regno di Polonia, accanto a Cracovia e Sandomierz. La città fu parte del Regno di Prussia dal 1741 al 1918, in seguito della Repubblica di Weimar (dal 1919 al 1933) e, dal 1933, della Germania nazista, che la controllò fino al termine della seconda guerra mondiale, nel 1945.
Importante porto sul fiume Oder, sorge al centro di una ricca regione agricola. Sede di un'arcidiocesi, è il centro culturale ed economico della regione, nonché polo importante nel settore della meccanica e dell'industria metallurgica. Dal 1945 al 1998 è stata capoluogo del Voivodato di Breslavia, oggi sostituito dal voivodato della Bassa Slesia. Breslavia è stata una delle sedi di UEFA EURO 2012. Nel 2016 è stata capitale europea della cultura e capitale mondiale del libro. Inoltre ha ospitato i World Games nel 2017.

Logo

## Geografia fisica

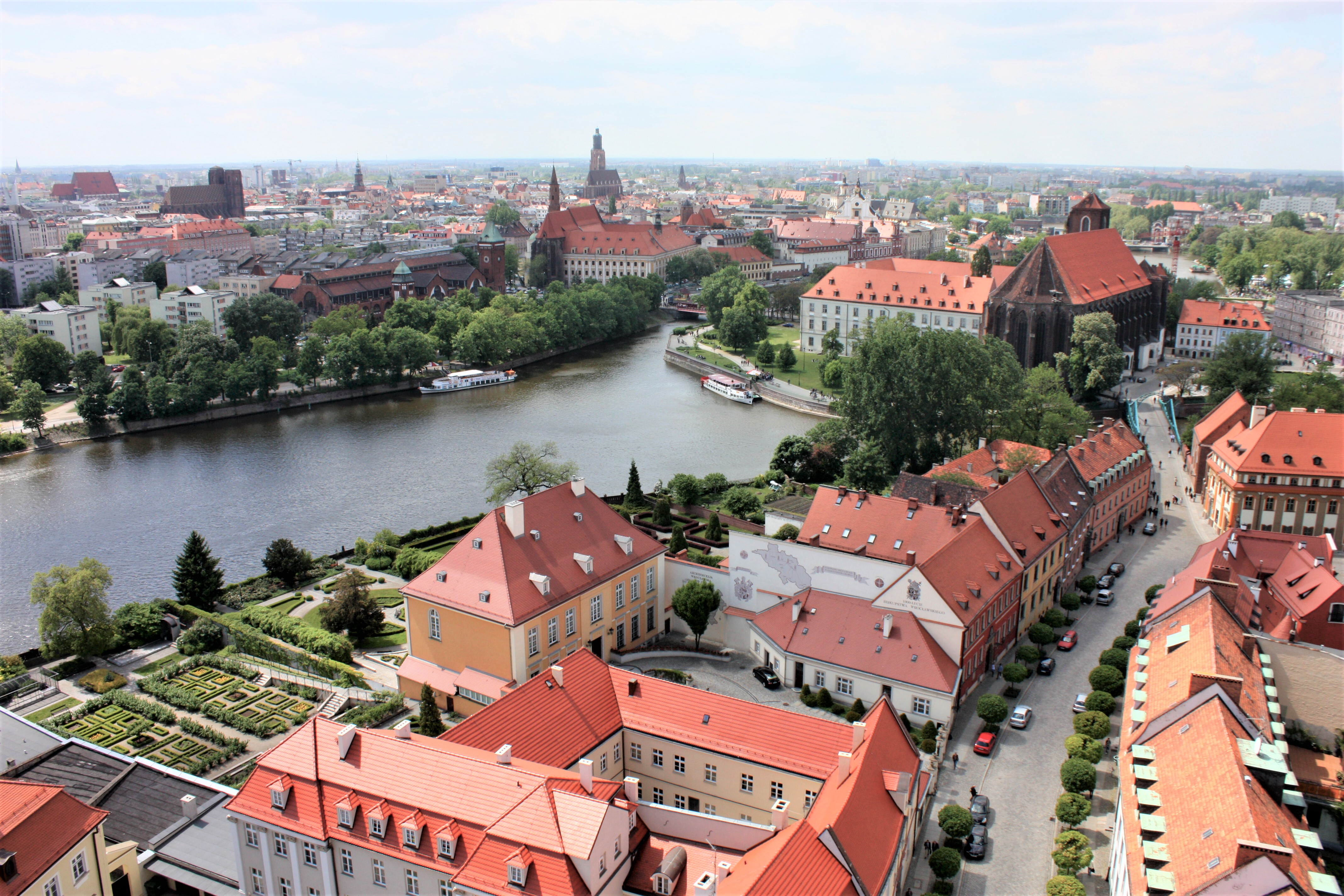
Il fiume Oder

### Territorio
Breslavia è situata nel sud-ovest della Polonia, nella regione della Slesia. La città è attraversata dal fiume Oder e dai suoi affluenti: Bystrica, Oława, Sleza e Widawa. L'Oder si divide a sud della città, formando la confluenza della vecchia Oder (Stara Odra), e diversi altri canali. Il fiume crea numerose isole, tra cui l'isola Piasek, Ostrów Tumski, Kępa Mieszczańska, isola Bielarska, isola Słodowa, isola Tamka, isola Młyńska e altre isole minori. L'intera area della città si trova nella pianura della Slesia (Nizina Śląska), ad un'altezza media di 100 m s.l.m. A sud-ovest della città sorge la catena montuosa dei Sudeti.

### Clima
Breslavia è situata nella zona del clima temperato, inoltre è soggetta all'influenza del clima oceanico e del clima continentale. La città per gran parte dell'anno è sotto l'influenza di masse d'aria polari, provenienti dal mar Baltico, e quelle polari continentali. La media annua della temperatura, è di 9,0 °C, il mese più freddo è gennaio con la media di -4 °C, mentre il mese più caldo è luglio con la media di 25 °C. La media mensile della pressione atmosferica, varia dai 999,6 hPa ad aprile ai 1003,6 hPa a ottobre. Le precipitazioni variano da 79 mm a luglio, ai 30 mm a febbraio. I temporali in media si verificano 25 volte all'anno, mentre le nevicate in media si verificano 35 volte all'anno.
La massima temperatura è stata registrata il 31 luglio del 1994 con 37,9 °C, invece la più bassa temperatura venne registrata l'8 gennaio del 1985 con -30,0 °C.
Tabella temperature e precipitazioni: Medie mensili
| Breslavia           | Mesi | Mesi | Mesi | Mesi | Mesi | Mesi | Mesi | Mesi | Mesi | Mesi | Mesi | Mesi | Stagioni | Stagioni | Stagioni | Stagioni | Anno |
| Breslavia           | Gen  | Feb  | Mar  | Apr  | Mag  | Giu  | Lug  | Ago  | Set  | Ott  | Nov  | Dic  | Inv      | Pri      | Est      | Aut      | Anno |
| ------------------- | ---- | ---- | ---- | ---- | ---- | ---- | ---- | ---- | ---- | ---- | ---- | ---- | -------- | -------- | -------- | -------- | ---- |
| T. max. media (°C)  | 3,0  | 3,2  | 8,6  | 13,6 | 19,5 | 22,0 | 24,5 | 23,9 | 19,1 | 13,8 | 7,0  | 3,6  | 3,3      | 13,9     | 23,5     | 13,3     | 13,5 |
| T. min. media (°C)  | −4,0 | −3,0 | −0,3 | 6,2  | 10,3 | 14,4 | 15,3 | 15,2 | 11,2 | 6,2  | 2,3  | −2,4 | −3,1     | 5,4      | 15,0     | 6,6      | 6,0  |
| Precipitazioni (mm) | 27   | 23   | 30   | 37   | 57   | 79   | 91   | 64   | 51   | 38   | 37   | 34   | 84       | 124      | 234      | 126      | 568  |
| Giorni di pioggia   | 14   | 12   | 14   | 11   | 13   | 14   | 13   | 12   | 12   | 11   | 15   | 16   | 42       | 38       | 39       | 38       | 157  |

## Etimologia

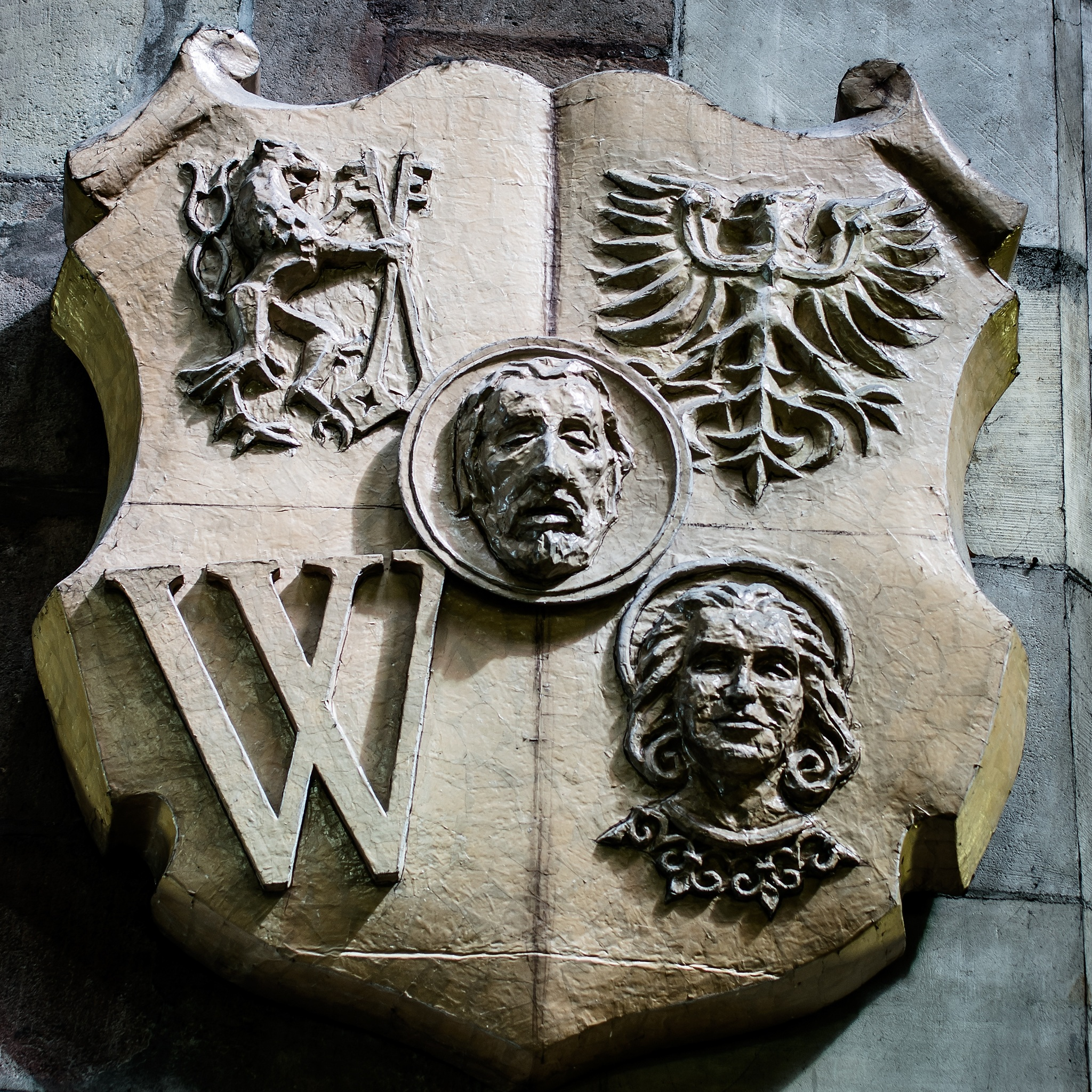
Lo stemma della città dal 1530

Il nome della città, molto probabilmente deriva dal nome di Vratislao I, che nel X secolo, regnò temporaneamente sull'area, e secondo la leggenda, fu il fondatore di Breslavia. Un'altra possibilità è che il nome sia stato dato in onore di un duca tribale della Slesia, o di un antico governante della città chiamato Vratislav. Il nome polacco "Wrocław" è l'abbreviazione di un vecchio nome slavo, ossia "Wrocisław", "Wrocsław" o "Wrosław".
La prima annotazione del nome risale all'anno 1000, nella Cronaca di Tietmaro di Merseburgo, in latino Thietmari Merseburgensis episcopi Chronicon, con il nome di Wrotizlava. Dei nomi più semplificati vennero attribuiti a partire dal 1175, come: Wrezlaw, Prezla e Breslaw. Nei documenti boemi in latino la città era chiamata: Wratislavia o Vratislavia. In questo periodo era anche usato il nome nel medio alto tedesco Prezla, poi trasformato a metà del XIV secolo nel nuovo alto tedesco Preßlau; la forma del nome in seguito diventò Breslau ed iniziò a sostituire le versioni precedenti.

## Storia

### Età antica
Già dai tempi antichi questa zona era stata abitata, come è emerso dalla mappatura di Claudio Tolomeo, il quale in un'antica mappa degli anni 142-147, riportò un insediamento chiamato Budorigum. Il fatto però non è certo, alcuni ipotizzano che si tratti dell'antico borgo di Breslavia, mentre molti altri, identificano questo insediamento con la vicina città di Brzeg.
La città di Breslavia nacque come roccaforte boema all'incrocio di due vie commerciali, la Via Regia e la Via dell'Ambra nell'attuale zona di Ostrów Tumski.

### Età medievale

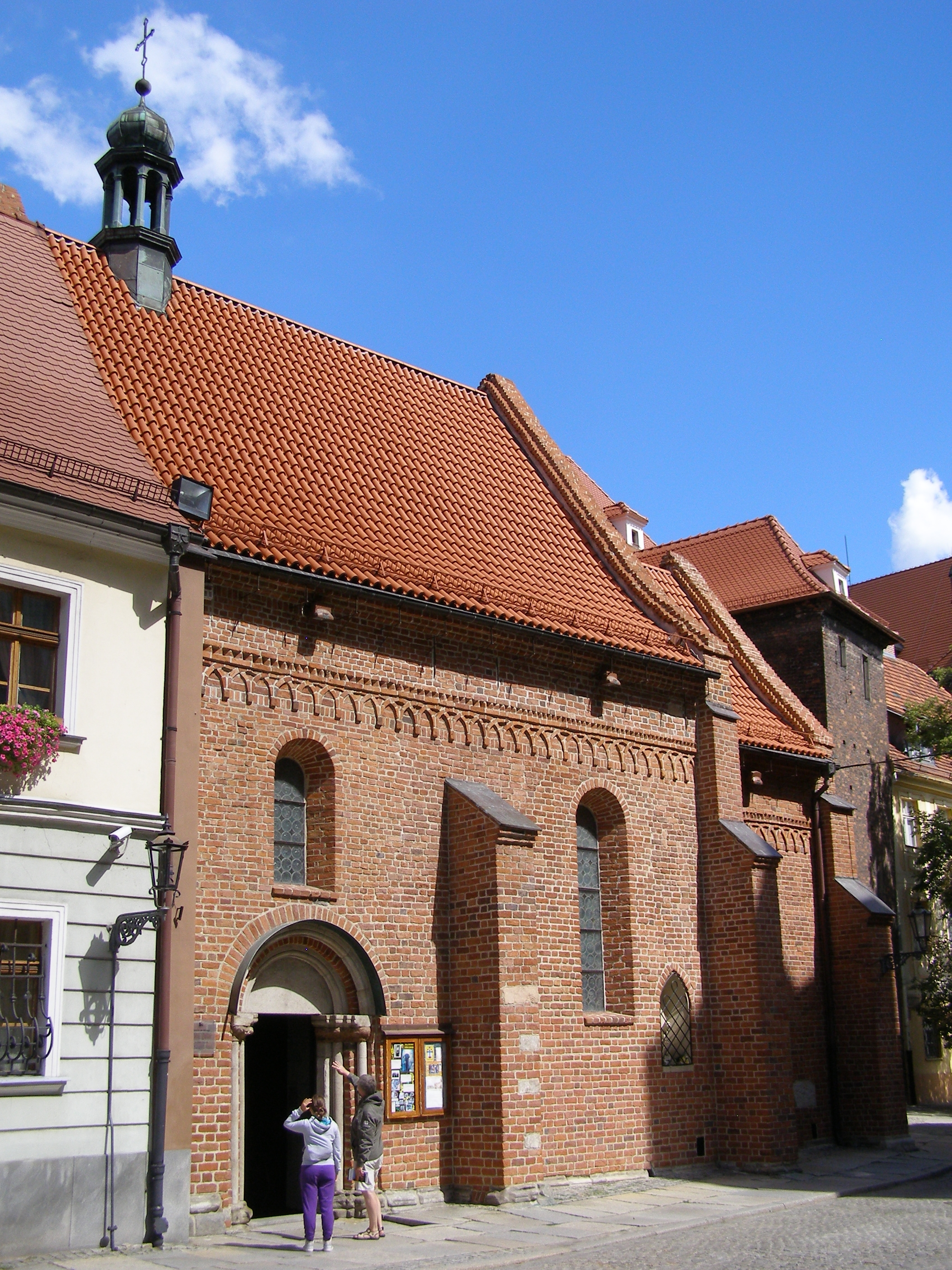
Chiesa di Sant' Egidio del XIII secolo

Durante il Medioevo il controllo di Breslavia passò di mano in mano tra la Boemia (fino al 992, poi dal 1038 al 1054), il Regno di Polonia (dal 992 al 1038 e dal 1054 al 1202) e, dopo la frammentazione del Regno di Polonia, sotto la dinastia dei Piast nel Ducato di Slesia. Uno degli eventi più importanti della città è stata la fondazione della diocesi di Breslavia dal re polacco Boleslao I nell'anno 1000. In seguito la città subì un intenso periodo di attività economica, che portò alla sua espansione sull'isola Piaskowa, e successivamente sulla riva sinistra del fiume Oder. Durante la sovranità polacca della città vi si insediarono le prime comunità dei tedeschi (che sarebbe poi diventato il gruppo etnico dominante nei secoli successivi), boemi, ebrei e dei valloni. Nel 1163 Breslavia divenne la capitale del Ducato di Slesia.
Nel 1241 la città subì l'invasione da parte dei Tartari. Per costringerli a ritirarsi Breslavia venne data a fuoco. La maggior parte della popolazione sopravvisse, e in seguito la città venne ricostruita nell'attuale zona della piazza centrale, mentre il luogo originale di fondazione, Ostrów Tumski, divenne il centro religioso della città. Dopo l'invasione tartara della città, la popolazione tedesca prevalse sulla popolazione polacca.

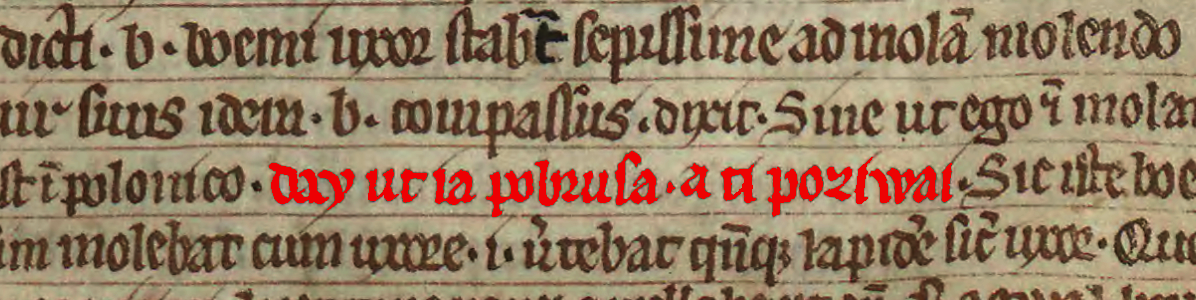
La più antica frase scritta in polacco nel Libro di Henryków

Vicino a Breslavia nel 1270, la più antica sentenza conservata in polacco fu registrata nel Libro di Henryków (Księga henrykowska).
Nel 1261 venne istituito il consiglio comunale e nel 1262 la città adottò il Diritto di Magdeburgo. In seguito la città subì un intenso sviluppo e divenne un importante centro del commercio nella Slesia. Nel 1474 Breslavia entrò a far parte della Lega anseatica. Il controllo sulla città da parte della dinastia dei Piast rimase, ma il diritto del consiglio comunale di governare autonomamente aumentò. Nel 1335, Breslavia, insieme a quasi tutte le città della Slesia, venne incorporata nel Regno di Boemia, poi insieme ad una parte della Slesia nel Sacro Romano Impero. Tra il 1342 e il 1344, due incendi distrussero gran parte della città.

### Età moderna

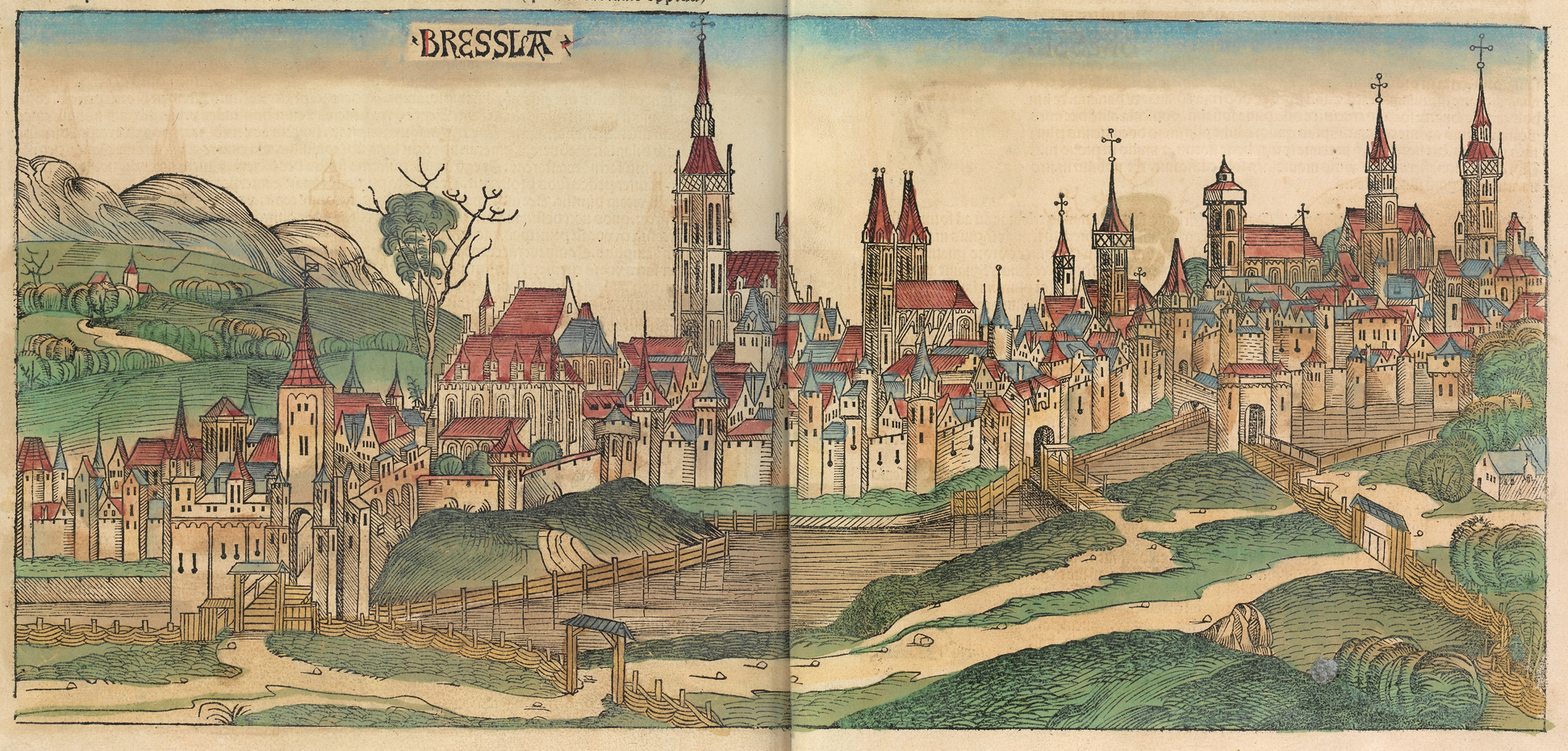
Breslavia nel 1493 tratto dalle Cronache di Norimberga

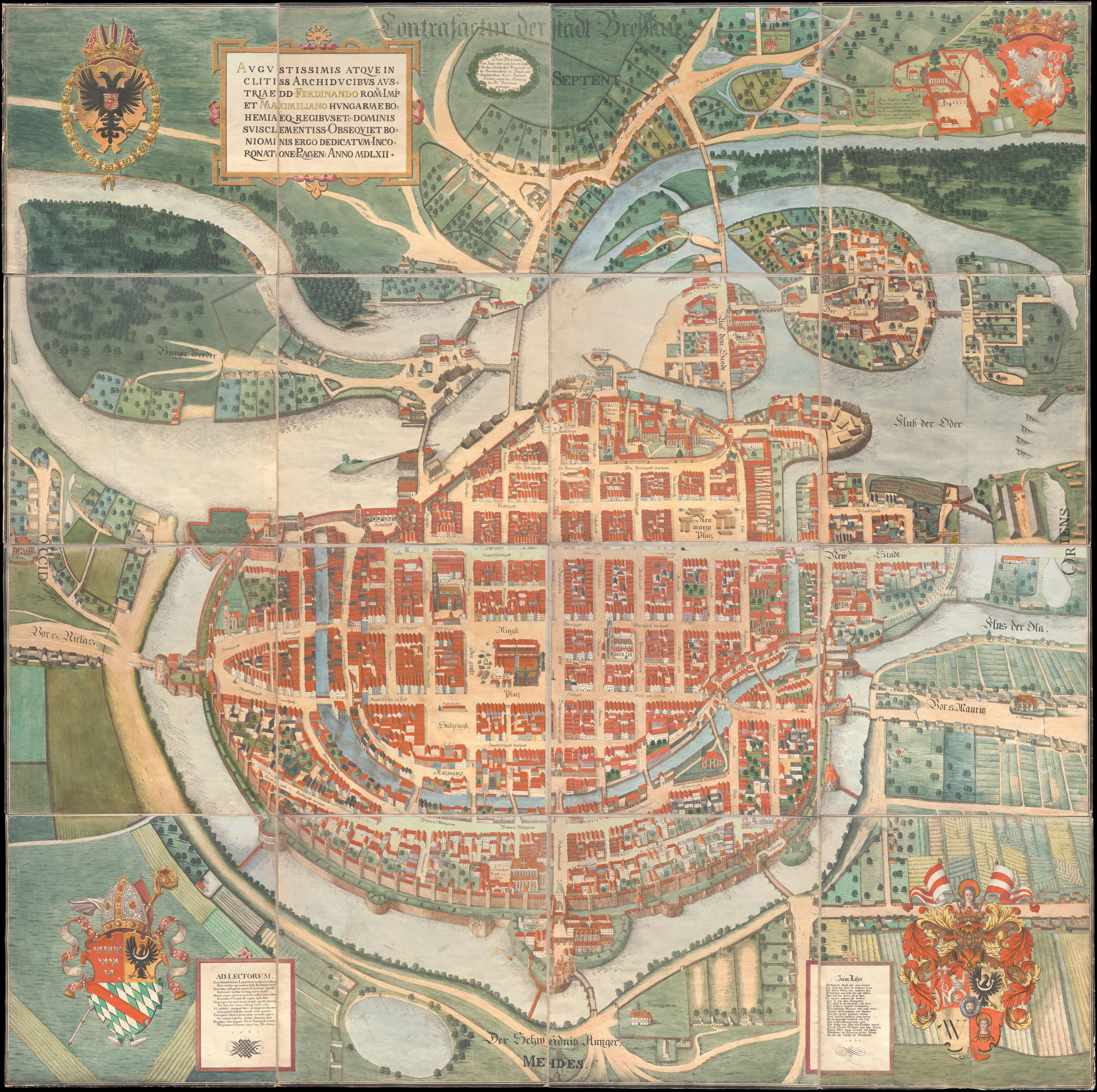
Piano della città del 1562

L'importanza delle entrate derivanti dal commercio provocò due rivolte: la prima nel 1382 quando il clero istituì il monopolio sulla birra, la seconda nel 1418, quando ci fu la rivolta contro gli abusi del consiglio comunale, terminata poi con l'intervento del re Sigismondo di Lussemburgo. Il 5 giugno del 1443, la città venne colpita dal terremoto, con una forza stimata di circa magnitudo 6 della scala Richter con epicentro a nord della città. Dal 1469 al 1490, Breslavia faceva parte del Regno d'Ungheria.
Nel 1475 fu fondata Drukarnia Świętokrzyska, la prima stamperia di Breslavia, che nel 1475 stampò il primo testo in polacco. Breslavia era uno dei principali centri di stampa polacca.
La Riforma protestante raggiunse Breslavia nel 1518 e, nel 1523, John Hess impose il rito protestante nella città. Tuttavia, dal 1526 la Slesia fu governata dalla dinastia cattolica della Casa d'Asburgo. La guerra dei trent'anni comportò la fine dell'età d'oro per la città, quando Breslavia fu occupata dalle truppe sassoni e svedesi. Fu inoltre gravemente colpita dalla peste, perdendo 18 000 dei 40 000 cittadini.
L'imperatore Rodolfo II favorì la Controriforma cattolica, incoraggiando gli ordini a stabilirsi nella città. Dal 1610 con i Francescani, seguiti dai Gesuiti, Cappuccini e infine delle Orsoline nel 1687. Alla fine della guerra dei trent'anni, Breslavia rimaneva una delle poche città della Slesia ad essere ancora protestante. Dopo la pace di Vestfalia, la città cercò di riacquistare la propria prosperità, ma la ricrescita fu molto lenta.
Nel 1702 l'imperatore Leopoldo I fondò il Collegio dei Gesuiti, poi diventato Università di Breslavia.

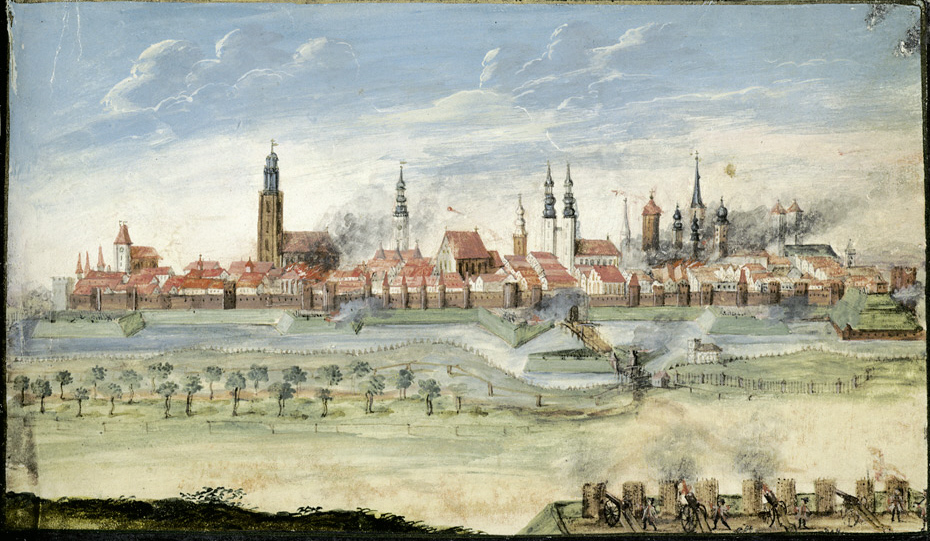
Breslavia nel 1760 durante la guerra dei sette anni

Durante le guerre combattute in Slesia, ovvero la guerra di successione austriaca e la guerra dei sette anni, Breslavia fu coinvolta in misura molto limitata. La cessione della Slesia da parte dell'imperatrice Maria Teresa d'Austria nel 1763 e la seguente annessione al Regno di Prussia, comportarono la perdita di tutti i privilegi precedentemente concessi alla città. Come ricompensa, Federico II nominò Breslavia città reale, facendola diventare la terza residenza del monarca dopo Berlino e Königsberg (oggi Kaliningrad).

### Età contemporanea
Durante le guerre napoleoniche, Breslavia venne occupata dall'esercito della Confederazione del Reno dal 6 dicembre 1806 al 7 gennaio 1807. Nel 1813 il re Federico Guglielmo III di Prussia tenne un discorso a Breslavia per annunciare la decisione di allearsi con l'Impero russo contro Napoleone Bonaparte, chiamando il popolo a combattere contro i francesi. La città divenne il centro del movimento di liberazione contro Napoleone, con volontari provenienti da tutta la Germania e ivi riuniti.

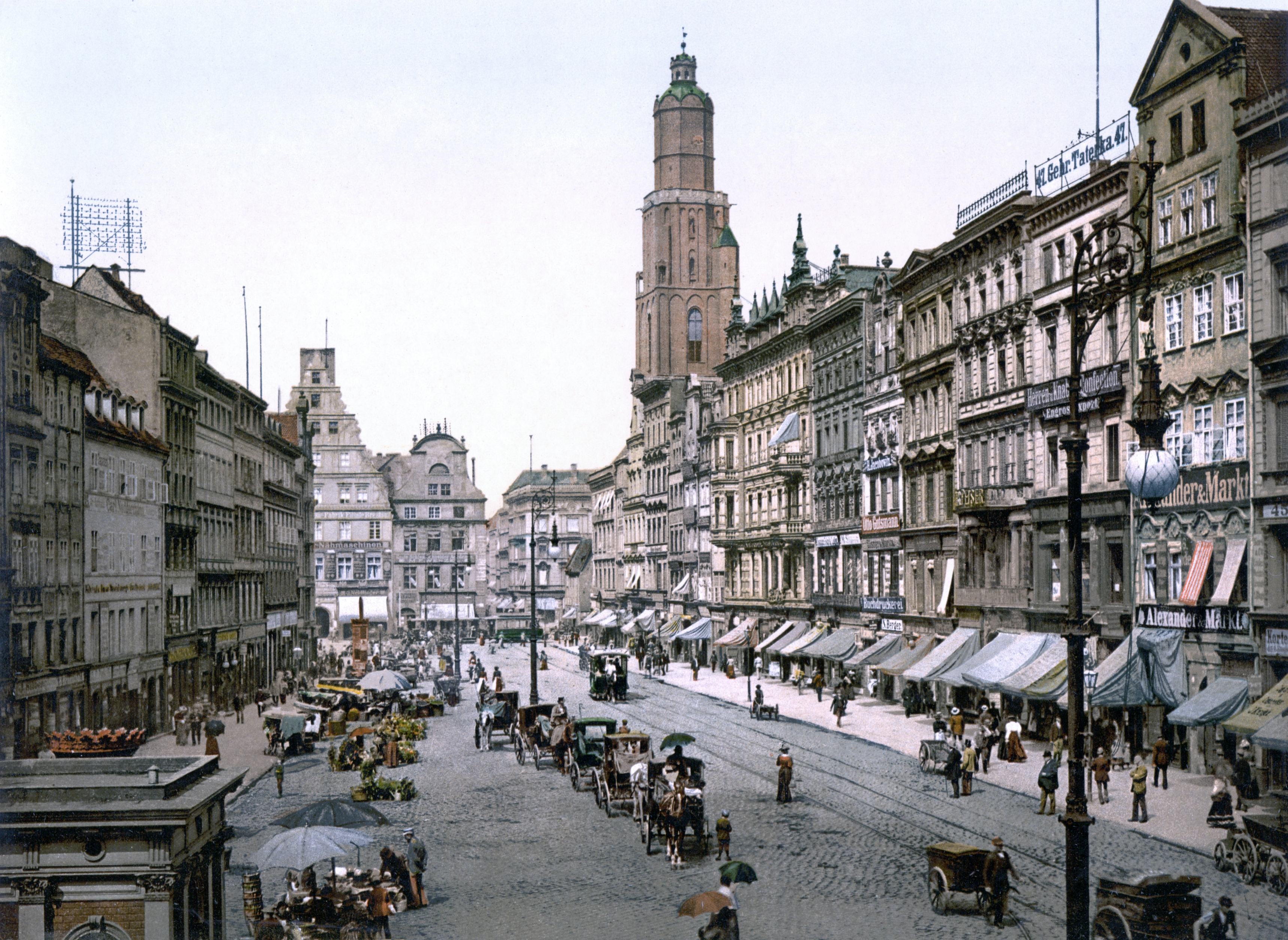
Piazza del Mercato nel 1900

Le opere napoleoniche di riqualificazione urbana portarono maggiore prosperità alla Slesia e, in particolare, a Breslavia. Le fortificazioni vennero rimosse e ciò permise alla città di ampliarsi e di estendersi oltre i suoi vecchi limiti. Nel XIX secolo Breslavia divenne un importante nodo ferroviario e centro industriale. Nel 1821 l'Arcidiocesi di Breslavia fu scissa dalla provincia ecclesiastica di Gniezno e Breslavia divenne un vescovato a sé stante.

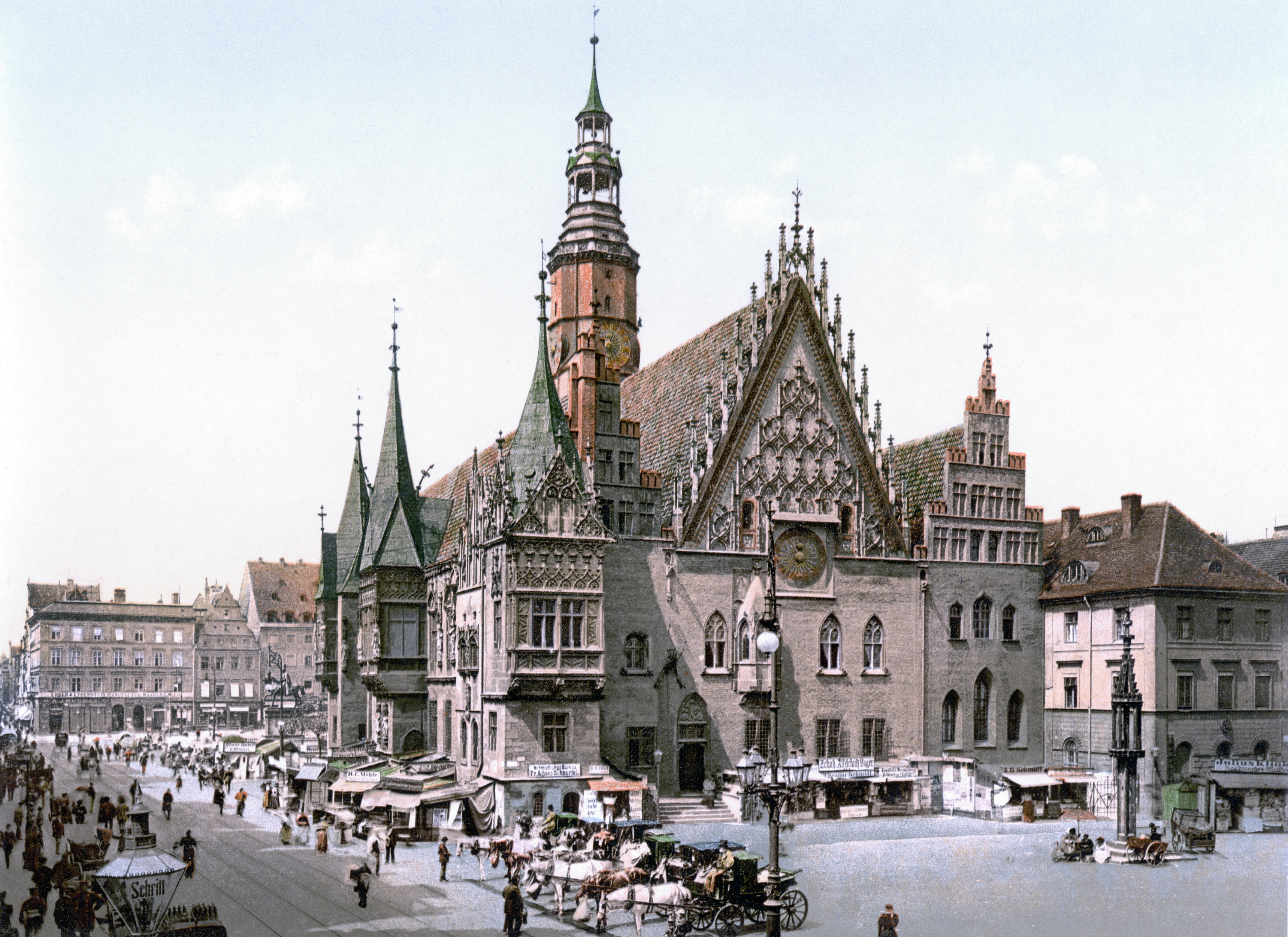
Il municipio di Breslavia nel 1900

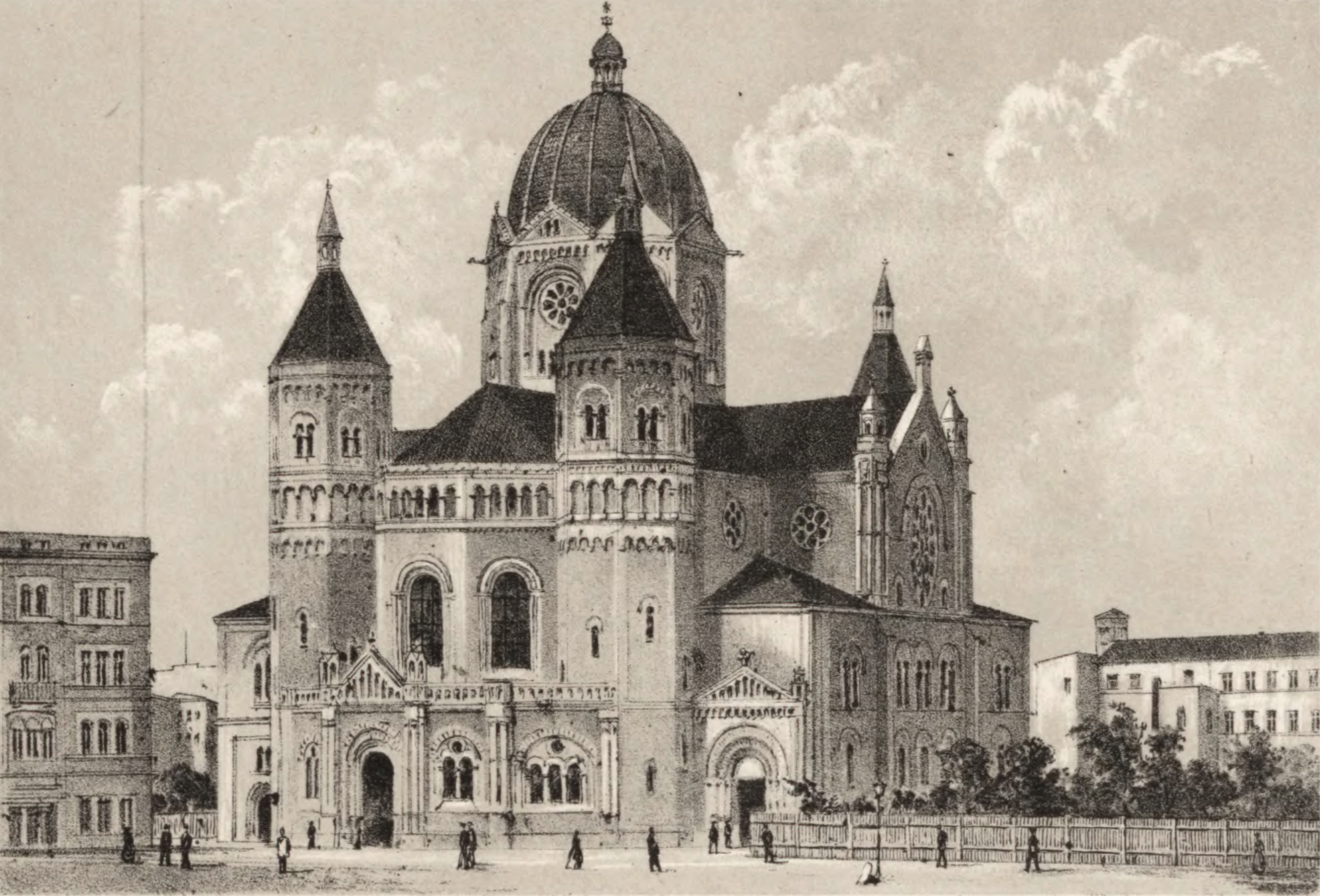
La sinagoga nuova di Breslavia, distrutta dai nazisti nel 1938

Dopo l'unificazione della Germania del 1871, Breslavia diventò la sesta città più grande dell'Impero tedesco. Tra il 1860 e il 1910 la sua popolazione triplicò. Nel 1919, dopo la prima guerra mondiale, Breslavia divenne la capitale della neonata provincia della Bassa Slesia. I confini della città vennero nuovamente ampliati: tra il 1925 e il 1930 la popolazione arrivò a raggiungere 600000 abitanti. Gli ebrei erano oltre 20000, una delle principali comunità ebraiche della Germania. Nel giugno 1930 Breslavia ospitò la Deutsche Kampfspiele, un evento sportivo organizzato per gli atleti tedeschi, poiché la Germania, dopo la prima guerra mondiale, era stata esclusa dai Giochi olimpici.
Durante la Repubblica di Weimar la comunità polacca svolgeva messe in lingua polacca nella chiesa di Sant'Anna e dal 1921 nella chiesa di San Martino. Inoltre furono aperte alcune istituzioni polacche, come il consolato polacco, la scuola polacca e la biblioteca polacca.
Nell'agosto del 1920, dopo le rivolte nella Slesia, consolato e scuola polacca furono distrutti, mentre la biblioteca polacca venne data alle fiamme dalla folla. Molti polacchi scelsero di trasferirsi in Polonia e ciò portò ad un calo della popolazione polacca a Breslavia fino allo 0,5% nel 1922.
Breslavia durante l'Impero tedesco era stata una solida roccaforte per il liberalismo di sinistra. Con l'avvento del nazionalsocialismo la città divenne una delle più forti sostenitrici del partito nazista che, alle elezioni del 1932, ricevette il 44% dei voti, il terzo miglior risultato in tutta la Germania.
Dopo la presa del governo da parte di Hitler nel 1933, i nemici politici del nazismo furono perseguitati e le loro istituzioni chiuse o distrutte; la Gestapo incominciò le persecuzioni contro gli studenti polacchi ed ebrei, comunisti, socialdemocratici e sindacalisti. Nel 1938 i nazisti distrussero il centro culturale polacco e il 9 novembre dello stesso anno (Kristallnacht) furono incendiati e distrutti i luoghi di culto ebraici, inclusa la monumentale sinagoga nuova. La maggior parte dei 10000 ebrei ancora rimasti nella città, così come gli oppositori al Terzo Reich, furono inviati nei campi di concentramento, dove vennero uccisi durante l'Olocausto. Una rete di campi di concentramento e campi di lavoro forzato venne costruita intorno alla città, usando la forza lavoro dei prigionieri ebrei e polacchi per servire le aziende industriali, tra cui Fahrzeug- und Motoren-Werke (FAMO), Junkers e Krupp.
Per la maggior parte della seconda guerra mondiale i combattimenti non interessarono Breslavia. Nel 1941 la minoranza polacca ancora sopravvissuta in città, così come i lavoratori forzati polacchi, organizzò un gruppo di resistenza denominato "Olimp". Mentre la guerra continuava, a Breslavia giunsero i profughi delle città tedesche bombardate, in particolare da Dresda, e, più tardi, i profughi provenienti da est, facendo arrivare la popolazione della città quasi a un milione di abitanti.

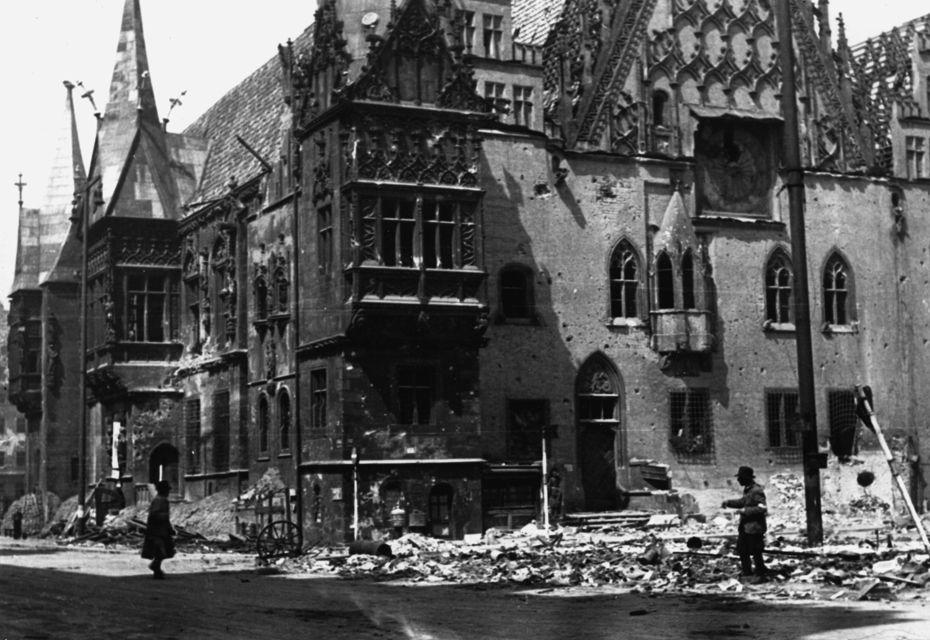
Il municipio al termine dei combattimenti bellici

Nel febbraio 1945 l'Armata Rossa si avvicinò alla città. Il Gauleiter Karl Hanke aveva dichiarato Breslavia una fortezza che avrebbe resistito a tutti i costi. Hanke tolse il divieto di evacuazione per le donne e i bambini quando ormai era già troppo tardi. Durante l'evacuazione scarsamente organizzata nel gennaio 1945, 18000 persone morirono a causa del freddo. Alla fine dell'assedio da parte dell'Armata Rossa, gran parte della città era stata distrutta o danneggiata. Si stima che circa 40000 civili giacessero morti nelle rovine di case e fabbriche. Dopo un assedio di quasi tre mesi, Hanke si arrese il 6 maggio del 1945, pochi giorni prima della fine della guerra. Nel mese di agosto i sovietici misero la città sotto il controllo dei tedeschi antifascisti.
Tuttavia, insieme a quasi tutta la Slesia, la città entrò a far parte della Polonia, come stabilito della Conferenza di Potsdam. Il nome polacco Wrocław divenne la denominazione ufficiale. C'erano state discussioni tra gli Alleati per posizionare il confine polacco-tedesco a sud, sul fiume Nysa Kłodzka. Ciò avrebbe significato che alla Germania post-bellica sarebbe stato permesso di mantenere circa la metà della Slesia, tra cui anche Breslavia. Nonostante ciò, i Sovietici insistettero sul confine a ovest, sul fiume Nysa Łużycka, giustificando tale richiesta come una ricompensa al popolo polacco, vittima di atrocità ingiustificate da parte dei tedeschi.
Nell'agosto del 1945 la città contava una maggioranza di 189.500 cittadini tedeschi contro 17000 cittadini polacchi. Ben presto gran parte degli abitanti tedeschi fuggì o venne espulsa con la forza tra il 1945 e il 1949: essi vennero insediati nelle zone di occupazione alleate nella Germania Ovest. Una piccola minoranza tedesca rimase in città e dovette affrontare un comitato speciale di verifica che giudicava il loro comportamento durante la guerra. La popolazione polacca nel frattempo aumentò sino a raggiungere il 75% del totale della popolazione. Il reinsediamento dei polacchi nel dopoguerra fu in gran parte causato dalle deportazioni forzate dagli ex territori polacchi ad est della linea Curzon, annessi all'Unione Sovietica. Molti di questi provenivano dalla città di Leopoli.
Nel luglio 1997 una devastante alluvione sconvolse la città: fu allagato circa un terzo della stessa, nella quale ci furono 56 vittime e 40000 sfollati; l'alluvione fu la più importante da quella che colpì la città nel 1903 e fu il peggior disastro della Polonia dal secondo conflitto mondiale ad oggi. Nel 2010 ci fu un allagamento ad una piccola parte della città a seguito di un'altra alluvione; così, tra il 2012 e il 2015 vennero rinforzati gli argini della città, per evitare che si creassero altri episodi simili.

## Monumenti e luoghi d'interesse

### Rynek di Breslavia e Plac Solny
Il Rynek di Breslavia è il cuore della città, pieno di vita a qualsiasi ora del giorno e della notte. La superficie della piazza lo rende uno dei più grandi progetti urbanistici di questo tipo esistenti in Europa. Al centro si trovano il Fondaco dei Tessuti ed il Municipio (Ratusz), monumento unico nel suo genere dall'architettura gotica e rinascimentale europea. Tutto il Rynek di Breslavia è circondato dai palazzi borghesi, edificati a partire dal tardo Medioevo, fra cui quelli più preziosi sono il Palazzo All'insegna di Sette Elettori, il Palazzo all'insegna del Sole d'Oro nonché Jaś e Małgosia (Hänsel e Gretel).
La piazza adiacente Plac Solny, "Piazza del Sale", è famosa in quanto era utilizzata per il commercio del sale, utilizzato per la conservazione degli alimenti. Attualmente vi si commerciano fiori, 24 ore su 24.

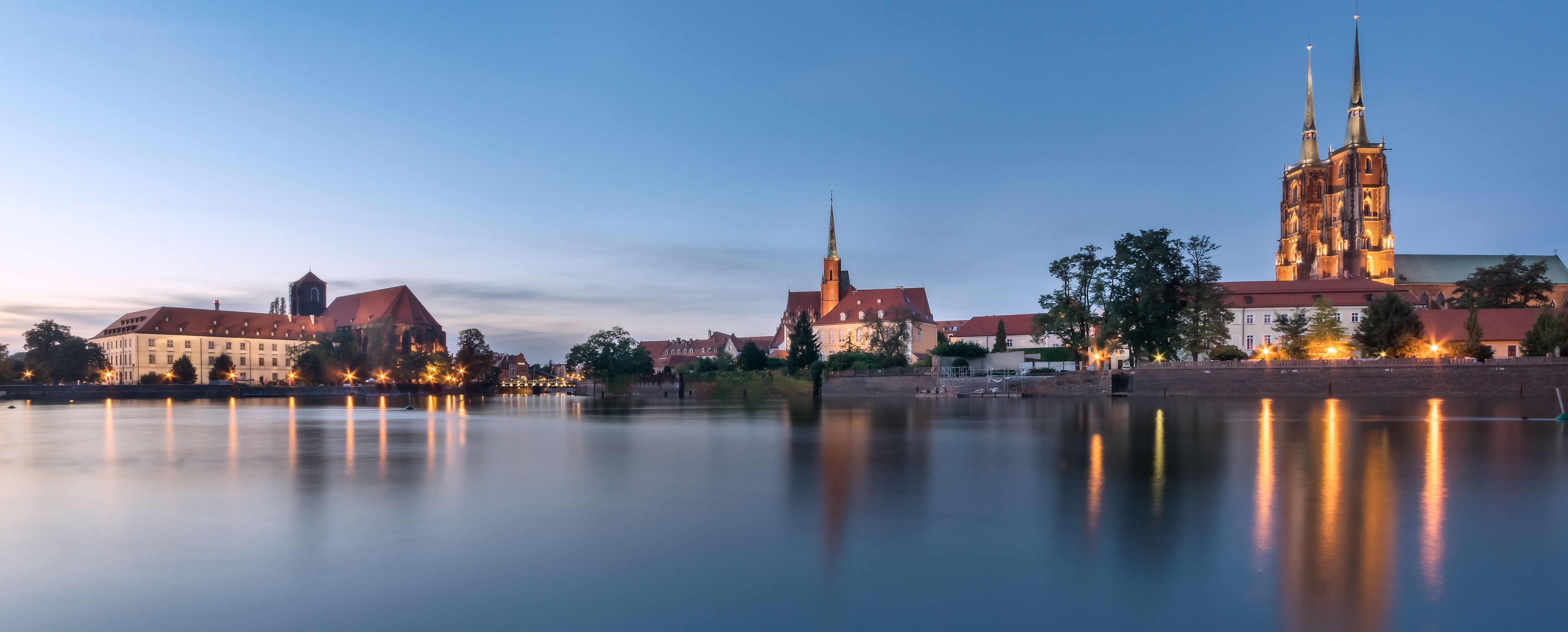
Veduta dell'Isola della Cattedrale dall'Oder

### Ostrów Tumski
La parte più antica della città è Ostrów Tumski, l'"Isola della Cattedrale". Circondata dalle acque dell'Oder e costituita dal vecchio borgo, racchiude splendidi monumenti architettonici. I più grandiosi tra essi sono quelli non danneggiati durante la guerra: le gotiche Cattedrale di san Giovanni Battista e la Collegiata di Santa Croce.

### Edifici civili
Municipio di Breslavia

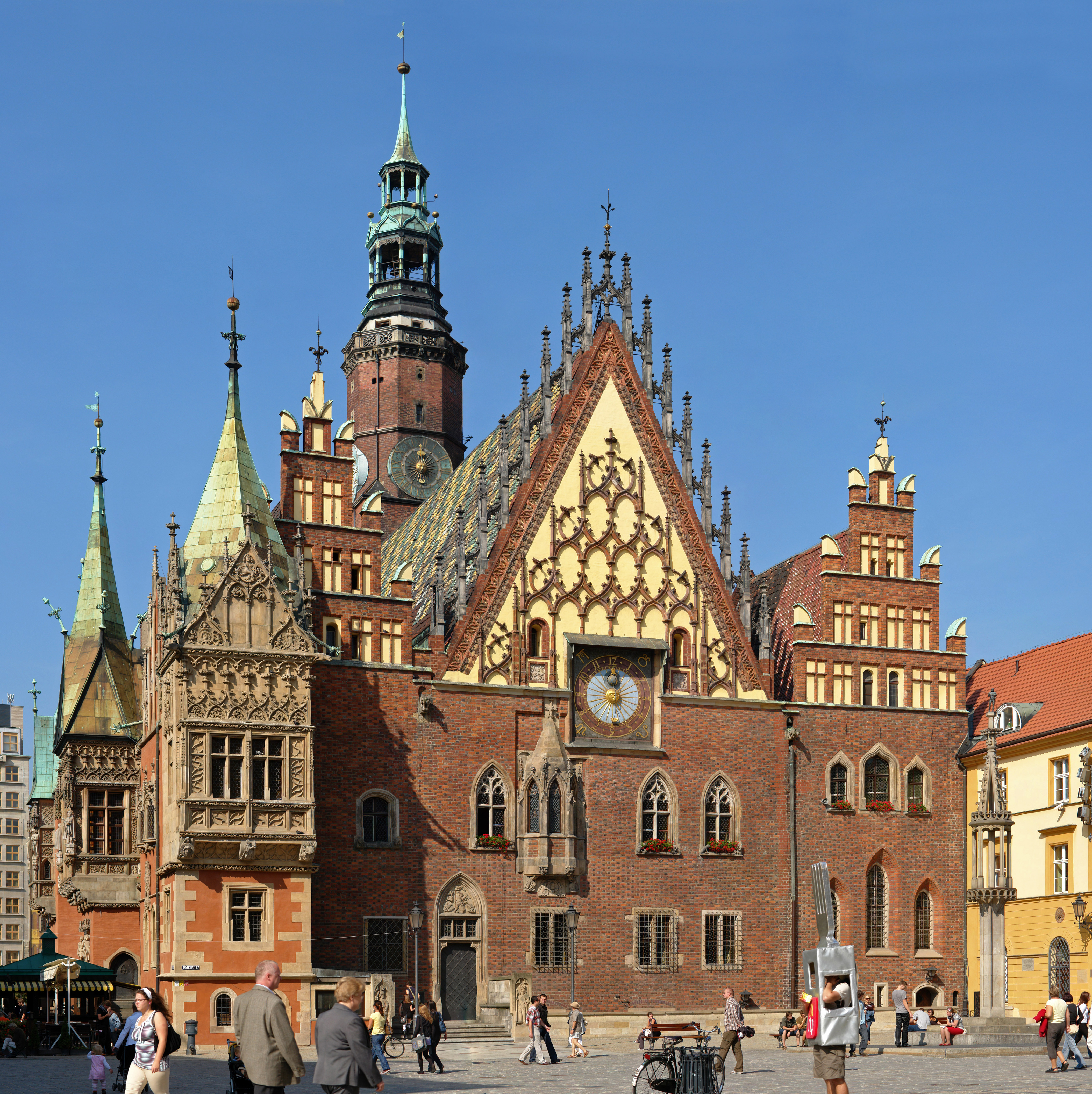
Il Municipio di Breslavia.

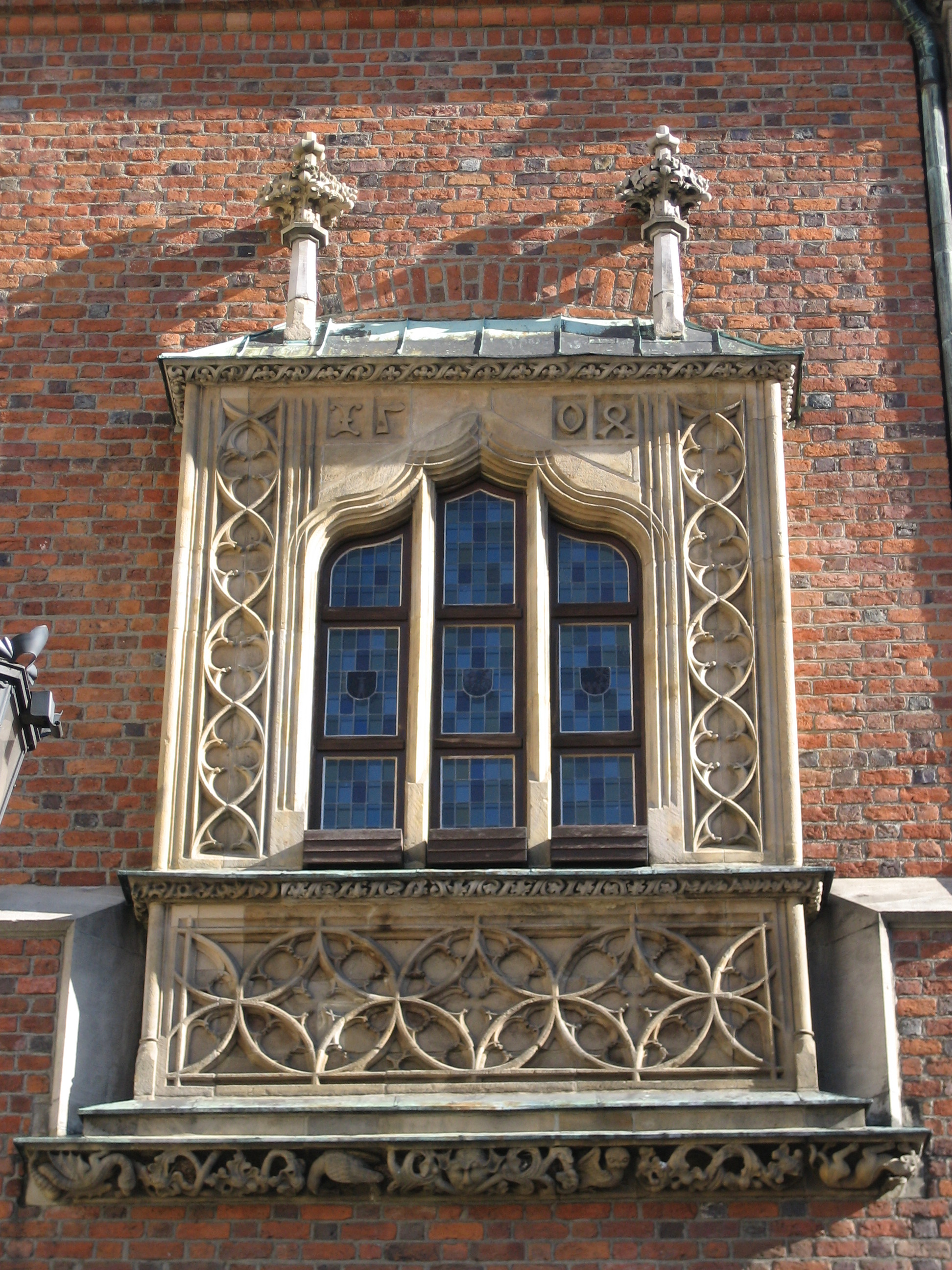
Finestra del Municipio

Sorge, isolato, al centro della Piazza del Mercato e rappresenta uno dei più significativi esempi dell'architettura gotica civile in Polonia. La complessa costruzione del Municipio si è sviluppata lungo più di 300 anni, dal 1242 alla seconda metà del XVI secolo. Il cantiere dell'edificio, infatti, iniziò nel 1242 con la costruzione di una sala dalla funzione di mercato coperto. In seguito venne continuamente ingrandito e abbellito in risposta alle mutevoli esigenze della città. Nel 1262 venne aggiunta la torre civica, che di questo periodo conserva ancora i piani inferiori; e tra il 1299 e il 1301 furono eretti l'annesso Mercato dei Tessuti e le cantine. Con lo svilupparsi della città, si decise nel XIV secolo di aggiungervi un polo amministrativo, così tra il 1328 e il 1333 si innalzò l'edificio di un piano per ospitarvi la Sala del Consiglio. I secoli XV e XVI furono l'età d'oro di Breslavia, infatti tra il 1470 e il 1510 si realizzò le splendide facciate orientale e meridionale, e si decorarono le sale interne. Nel 1558-59 si sopraelevò la torre civica coronata dalla guglia rinascimentale; e nel 1580 venne aggiunto l'Orologio astronomico.
Università di Breslavia

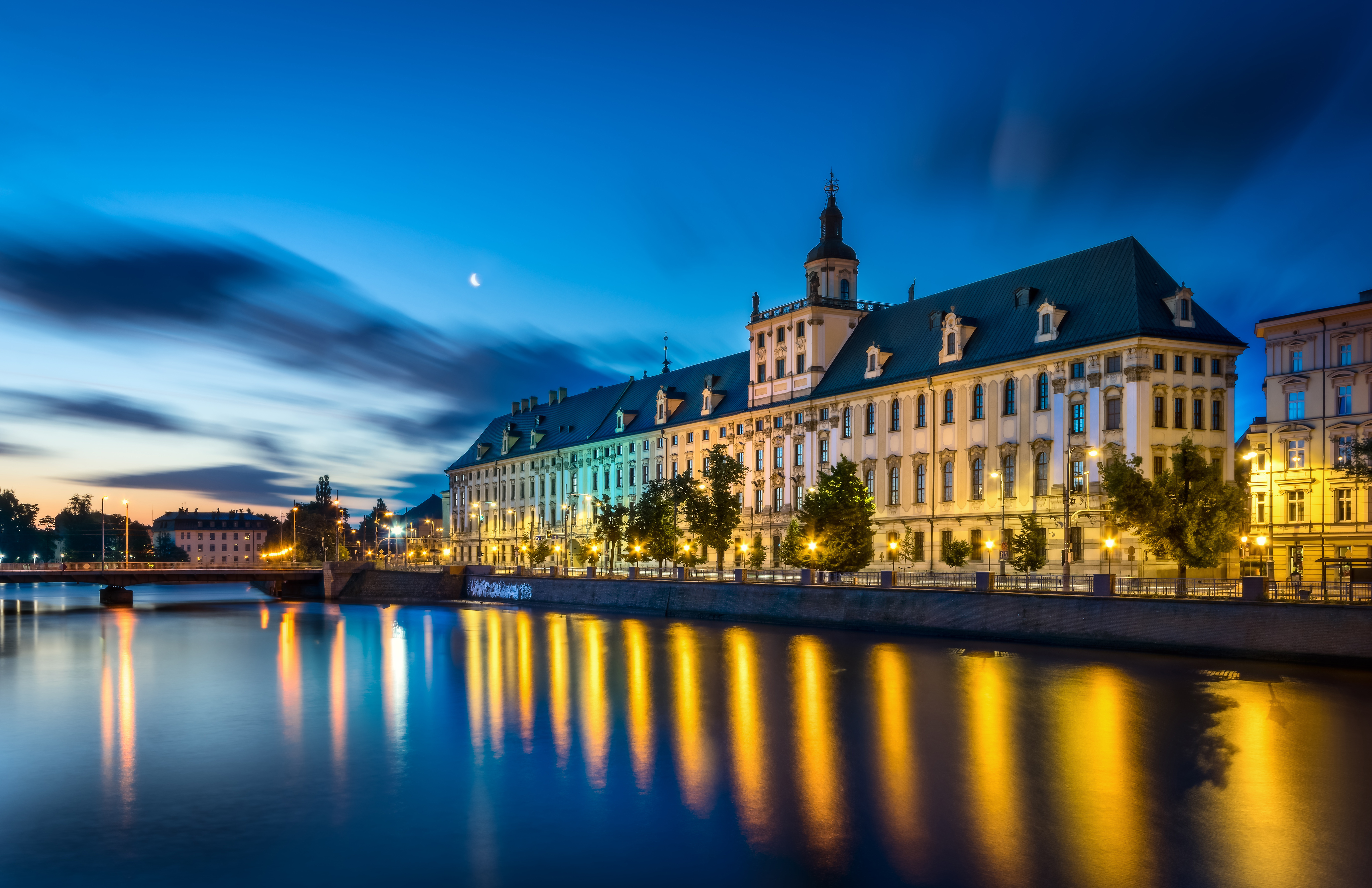
Università di Breslavia.

Al centro del più grande complesso barocco della città, costituito dall'antico Collegio e dalla Chiesa dei Gesuiti, si trova l'Università di Breslavia, la quale nel 2002 ha festeggiato il suo 300º anniversario. Dentro l'edificio principale si trova il Museo dell'Università di Breslavia con l'Aula Leopoldina, perla del barocco della Bassa Slesia.
Panorama di Racławice
Il Panorama di Racławice è l'unica rappresentazione della battaglia di Racławice del 4 aprile 1794. La tela è l'opera di due pittori polacchi: Jan Styka e Wojciech Kossak e fu dipinta negli anni 1893-1894 per la città di Leopoli. Le sue dimensioni sono di 15 × 120 m ed è situata in un edificio di forma cilindrica appositamente eretto, occupandone tutta la parete interna.

### Edifici religiosi
Cattedrale di Breslavia

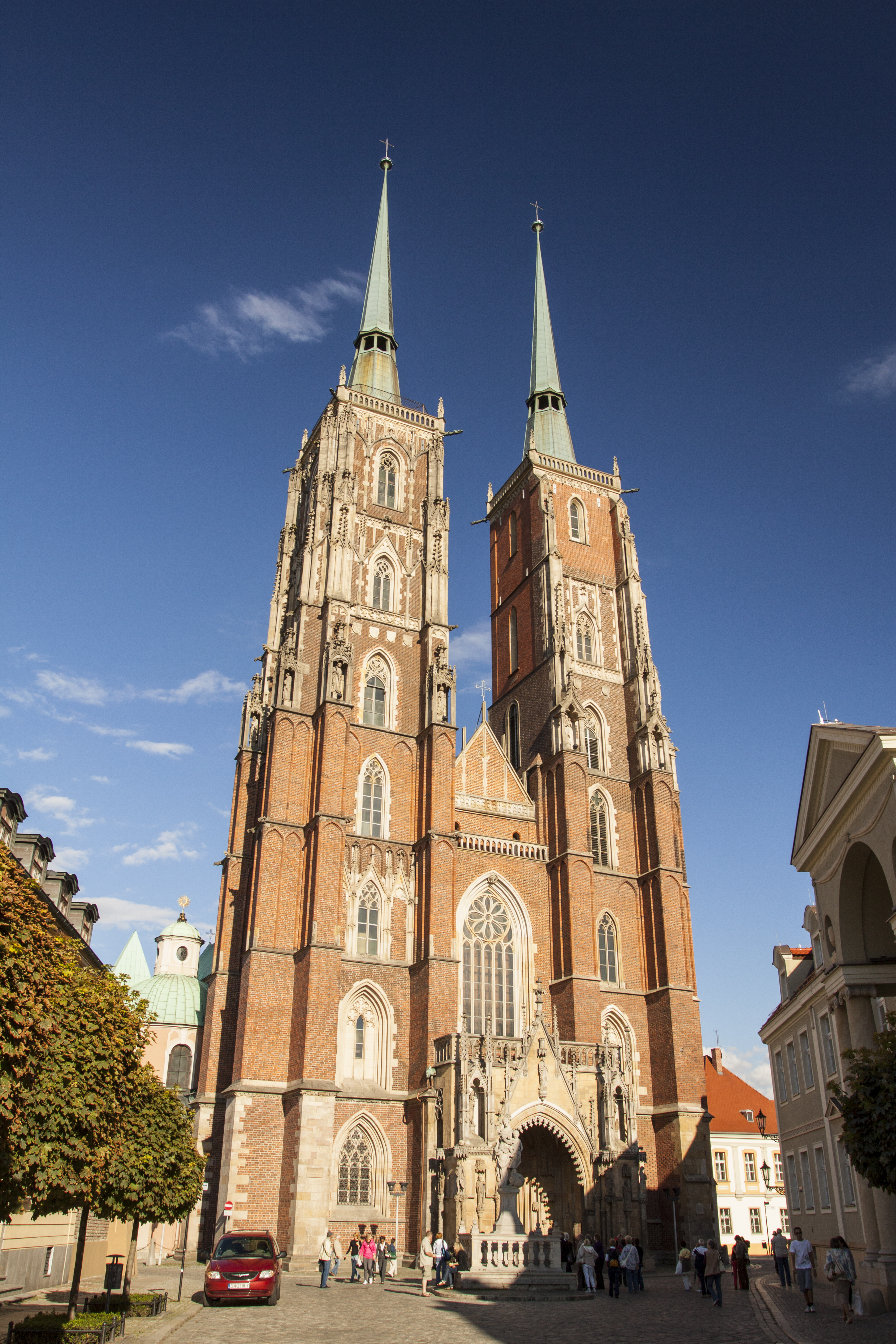
La facciata a torri della Cattedrale di Breslavia.

Dedicata a San Giovanni battista, è un grande edificio gotico in mattoni con due svettanti torri sulla facciata. Venne eretta fra il 1244 e il 1419. Vennero aggiunte in seguito ricche cappelle absidali barocche, fra cui spicca la grandiosa Cappella degli Elettori, capolavoro barocco, eretta fra il 1716 e il 1724 dal grande architetto viennese Johann Bernhard Fischer von Erlach.
Collegiata di Santa Croce
Sorge anch'essa sull'Isola della Cattedrale, ed è un altro grande edificio gotico cittadino, eretto fra il 1288 e il 1350. Presenta un'affilata guglia in rame che caratterizza il profilo cittadino, e all'interno mostra chiaramente la struttura originale concepita come due chiese sovrapposte. Enrico IV di Polonia, il fondatore del tempio, fu sepolto lì.
Chiesa di Nostra Signora sulla Sabbia
Venne eretta fra il 1334 il 1390 su un'isoletta dell'Oder, nel centro della città e rappresenta uno dei migliori e più antichi esempi dell'architettura gotica del Paese. All'interno mostra belle volte a stella, restaurate dopo i danni bellici.

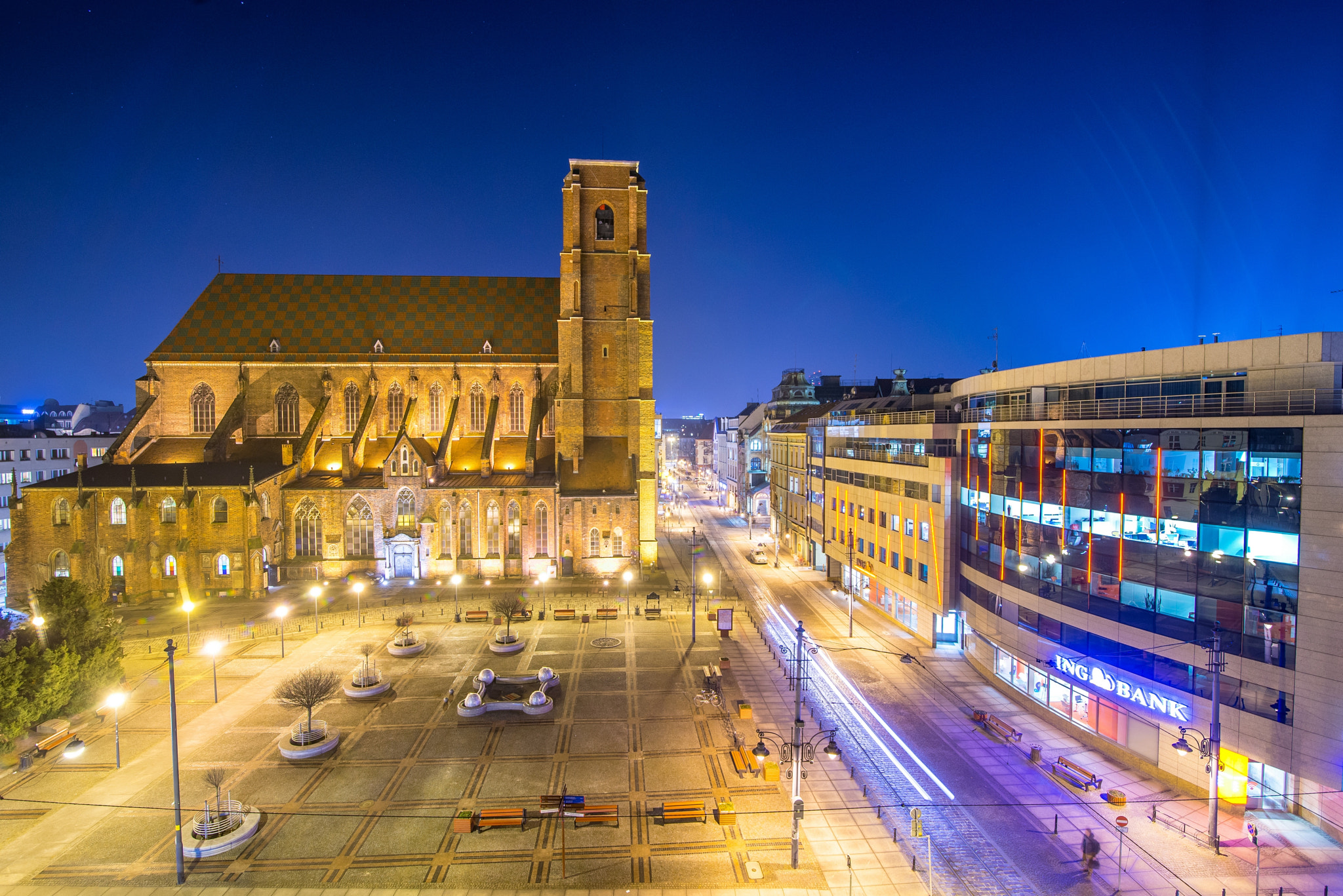
Cattedrale di Santa Maria Maddalena
Fondata nel XIII secolo e, andata distrutta durante le incursioni dei Tartari alla volta della Battaglia di Legnica, venne rifatta fra il 1342 e il 1362. Si presenta come un grande edificio gotico a mattoni, secondo i tipici canoni dell'architettura del Nord, con pianta basilicale a tre navate e due possenti torri sulla facciata. Divenne cattedrale della chiesa polacco-cattolica nel 1972.
Chiesa di Sant'Elisabetta
Sorge oltre l'angolo nord-ovest della Piazza del Mercato ed è un grande edificio gotico in mattoni che con la sua massa caratterizza il profilo cittadino. È la chiesa con le navate più alte della Polonia, a testimonianza della potenza dei ricchi mercanti che l'hanno costruita, in contrapposizione al potere nobile-clericale della Cattedrale.
Viene considerata anche una chiesa "sfortunata" a causa dei numerosi avvenimenti negativi legati ad essa come il crollo della torre avvenuto nel 500 o l'ultimo incendio avvenuto nel 1975. 
Oggi è anche parrocchia militare, ogni commemorazione legata all'esercito viene infatti svolta in questa chiesa.
Chiesa dei Gesuiti

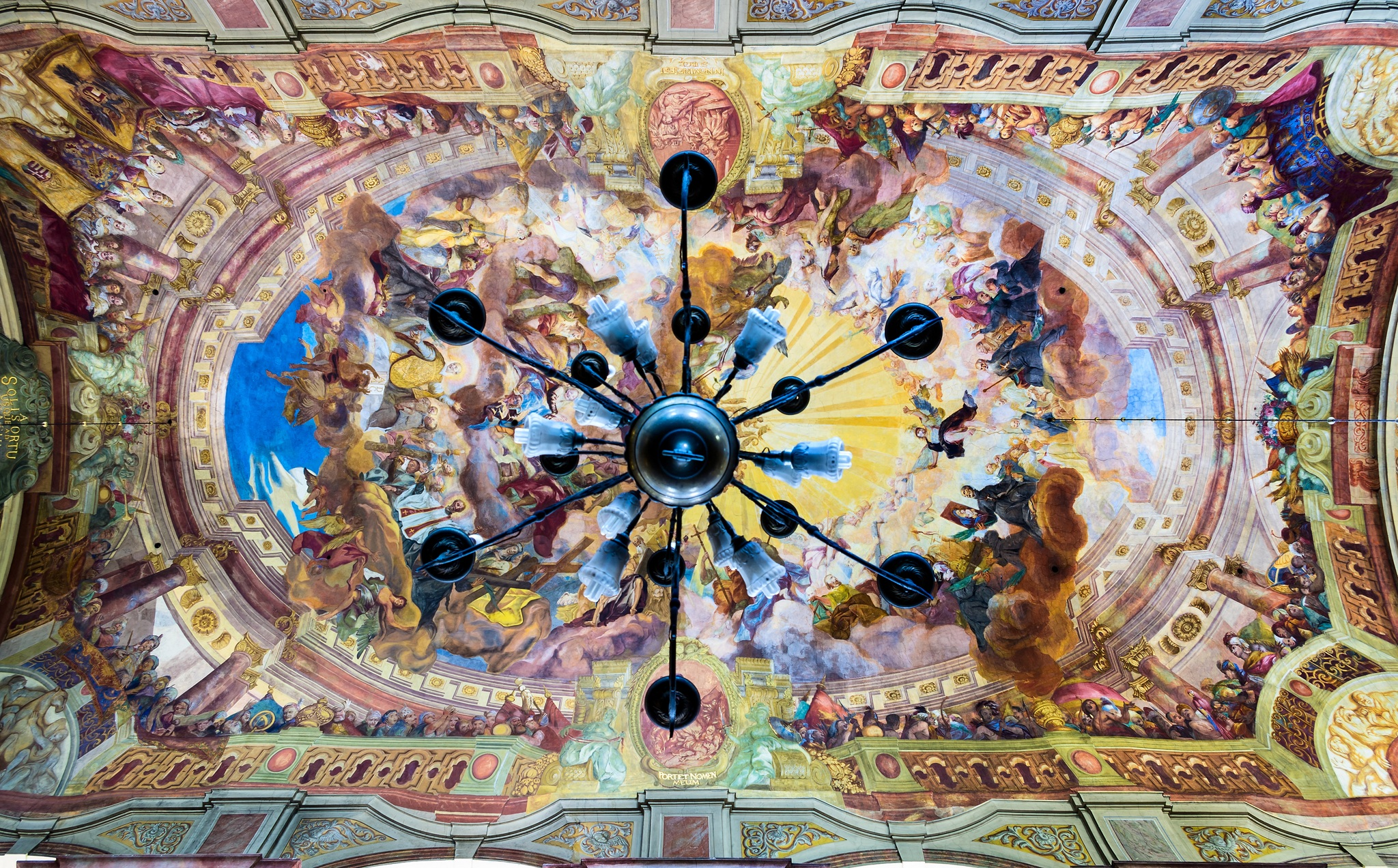
Lo sfarzoso interno barocco della Chiesa del Santo Nome di Gesù.

La Chiesa del Santo Nome di Gesù è uno dei capolavori dell'architettura barocca del Paese. Venne eretta fra il 1689 e il 1737. Fra il 1703 e il 1706 il grande pittore austriaco Johann Michael Rottmayr dipinse le volte con la Glorificazione di Cristo.
Chiesa di Sant'Egidio
Sorge a fianco della cattedrale, ed è la più antica chiesa della città, della prima metà del XIII secolo.
Chiesa di Sant'Adalberto
Gotica del XIII-XIV secolo, conserva una ricca cappella barocca, capolavoro di Benedikt Miller che la eseguì nel 1715-30.

### Altri luoghi
Orto botanico
L'Orto botanico di Breslavia fu fondato nel 1811 come Istituto Scientifico dell'Università. Le piante provengono da ambienti naturali e da orti botanici di tutto il mondo. Fra tante curiosità dell'Orto di particolare interesse è la sezione geologica del giacimento di carbone fossile.
Parco Szczytnicki
È il più grande e il più antico parco della città, fu fondato nel 1785. La sua attrattiva principale rimane il Giardino Giapponese, fondato nel 1913 e ampliato più volte. Il suo fascino sta nell'originalità della struttura e delle composizioni floreali, grazie a cui in ogni stagione il giardino sembra diverso, mentre gli elementi dell'architettura giapponese restano invariati.

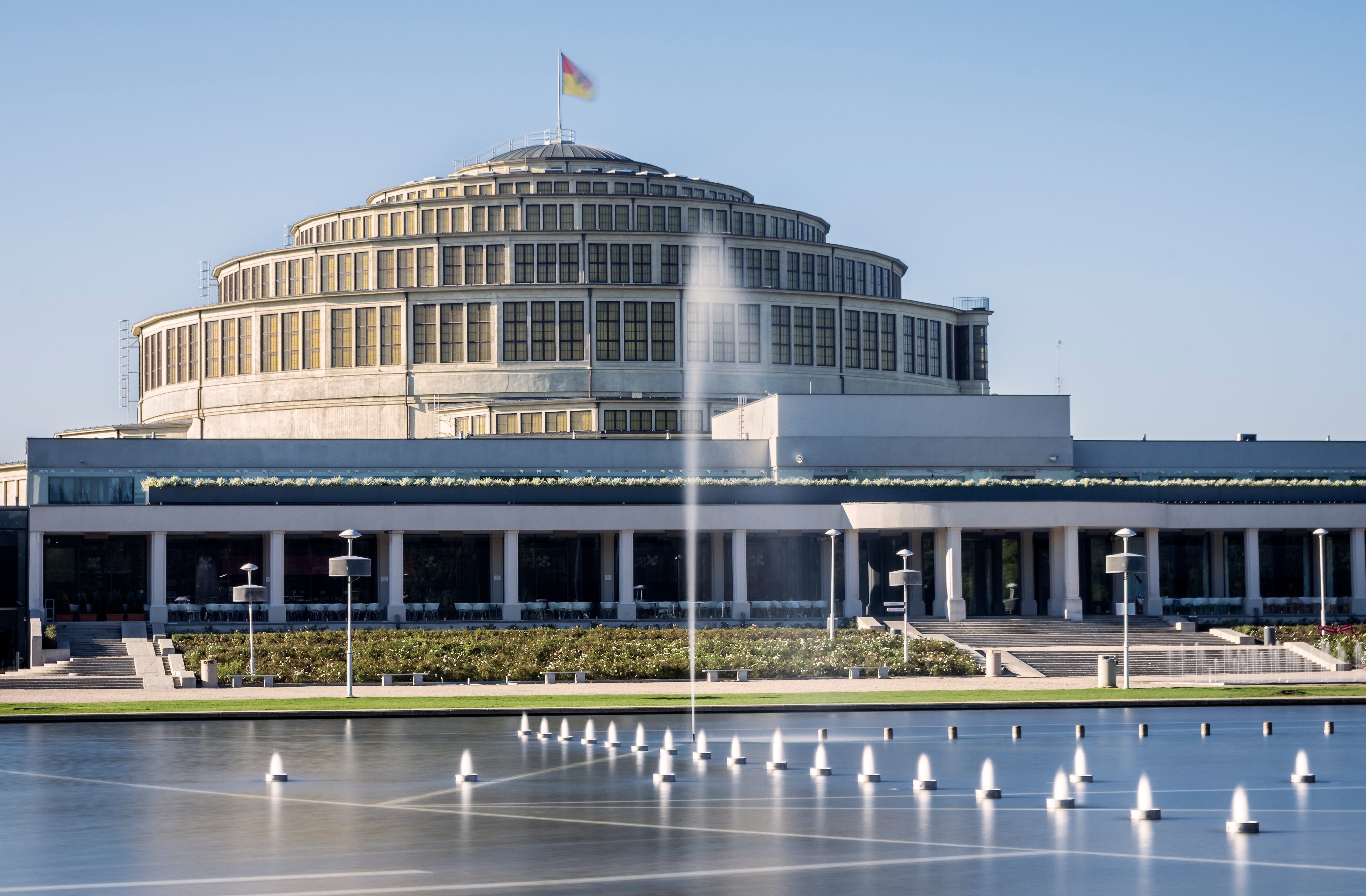
Sala del Centenario
Il Palazzo del Centenario (Hala Stulecia) è unanimemente considerato una delle più grandi opere dell'architettura mondiale del XX secolo. Progettato dall'architetto Max Berg, fu costruito nel 1913 in occasione dell'Esposizione Internazionale connessa al centesimo anniversario della vittoriosa battaglia di Lipsia. Dal luglio del 2006 è stato iscritto nella Patrimonio dell'umanità UNESCO. Adiacente alla sala è ubicata la fontana multimediale.
Cimitero militare italiano
Si tratta del cimitero dove sono sepolti soldati italiani catturati dai tedeschi dopo la Battaglia di Caporetto il 24 ottobre 1917.
Sky Tower
È tra i più alti grattacieli dell'intera Polonia, con un'altezza di 212 metri, adibito all'uso residenziale/commerciale.
Torre dell'acqua di Breslavia
Trattasi di un'ex torre idrica dei primi anni del Novecento, opera dell'architetto tedesco Karl Klimm.

## Gli gnomi
Simbolo di Breslavia sono gli gnomi, che ebbero in un recente passato valenza politica. Agli inizi degli anni ottanta gli slogan anticomunisti scritti sui muri da Alternativa Arancione, movimento di opposizione guidato da Waldemar Fydrych, venivano cancellati per ordine delle autorità governative, così al loro posto iniziarono ad apparire graffiti di gnomi con l'intento di ridicolizzare il potere. 

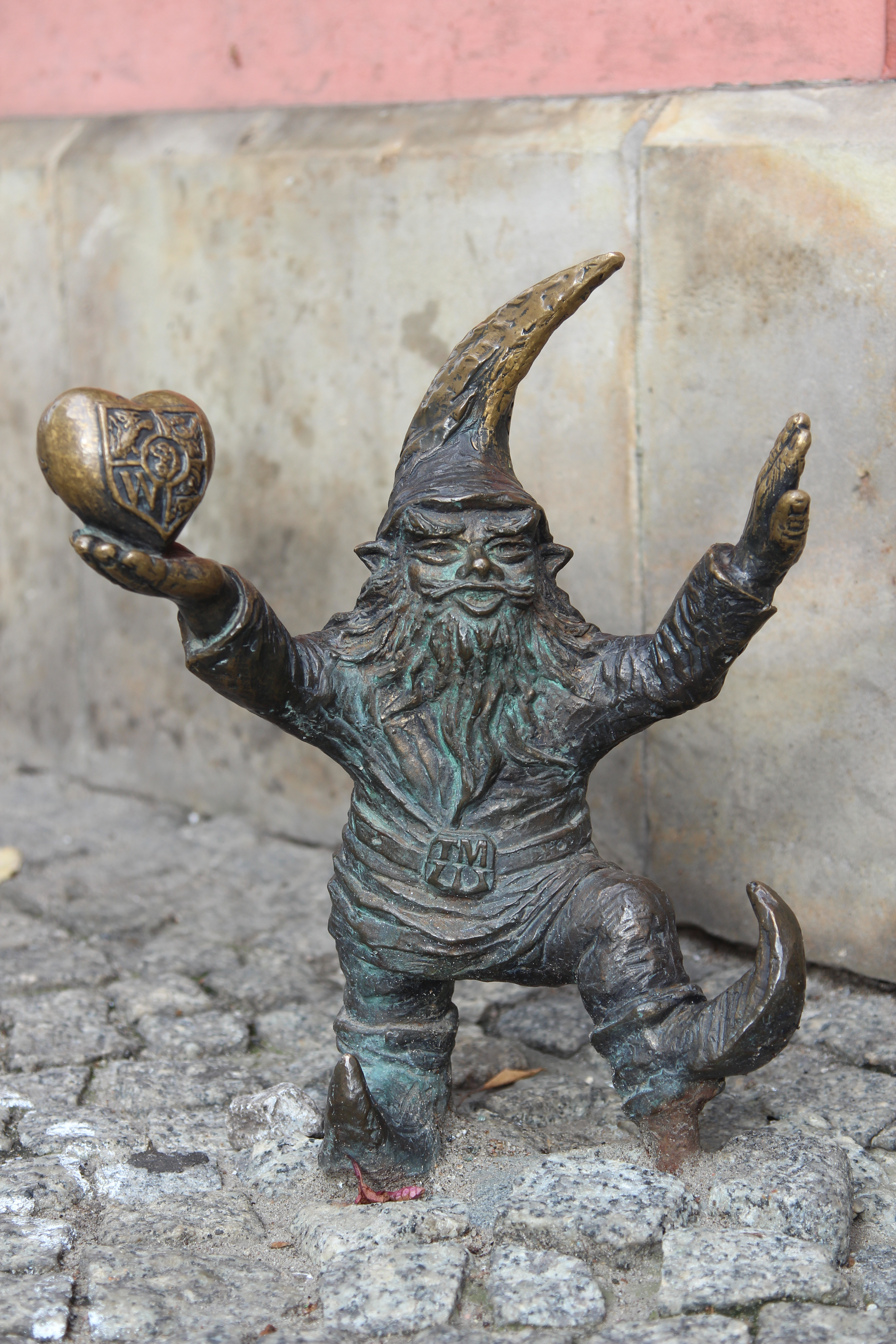
Un tipico gnomo su un marciapiede

Anni dopo le autorità cittadine per ricordare questo movimento fecero erigere una statua all'incrocio tra Swidnicka e Kazimierza Wielkiego, luogo di ritrovo della gioventù che anelava alla libertà.
Oggi è possibile trovare in giro per la città curiose piccole statuine che rappresentano gnomi impegnati in diverse attività: macellaio, pompiere, prigioniero, guardiano, lavatore, fino alle più recenti installazioni che pubblicizzano in qualche modo il luogo in cui si trovano (banca, sala giochi, ristorante italiano), ma che poco hanno a che vedere con il movimento politico.
 Esistono anche delle mappe per localizzare gli gnomi dislocati in città. Nel 2015 erano circa 350.

## Società

### Evoluzione demografica
L'evoluzione demografica di Breslavia:
dal 1819 al 2010

## Cultura

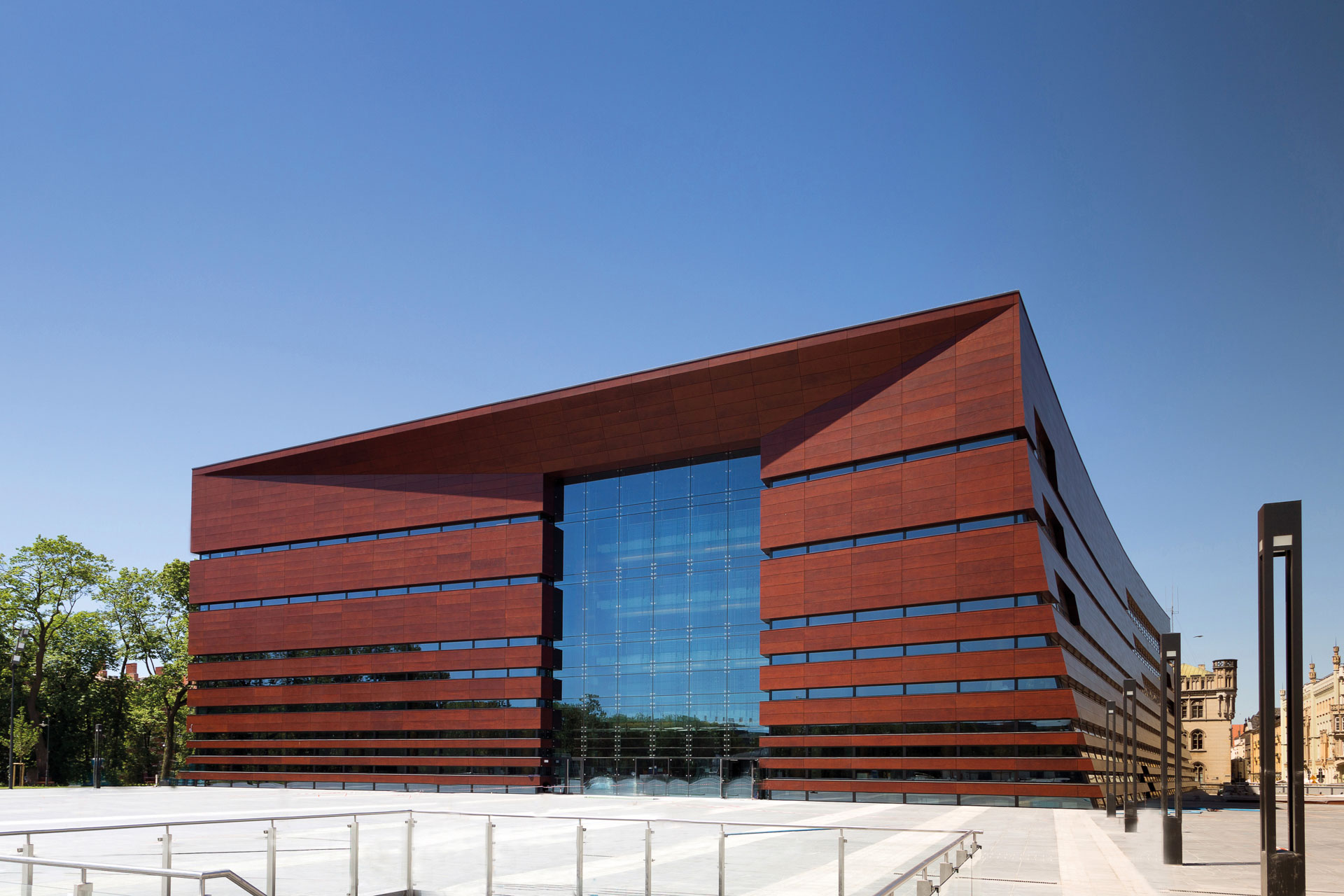
Forum nazionale della musica

Breslavia è uno dei più grandi centri culturali e di intellettuali in Polonia, con secoli di tradizione. Vi si trovano numerosi teatri, musei, cinema e gallerie d'arte. La città offre ai suoi residenti e ai turisti una vasta gamma di attività culturali - dalla musica classica a progetti nel campo dell'arte moderna. Vetrina culturale della città sono diventati i festival musicali di rilevanza internazionale (per esempio: Wratislavia Cantans, Jazz nad Odrą, Przegląd Piosenki Aktorskiej). La città è famosa per il gran numero di discoteche e pub. La maggior parte si trova nella città vecchia e nel centro della città.
Ogni anno a maggio vi si svolge la festa della birra (Festiwal Dobrego Piwa).
Nel 2016 Breslavia è stata sia Capitale europea della cultura sia Capitale mondiale del libro.

### Musei
La città di Breslavia ospita numerosi musei con opere di grande valore artistico, culturale e storico.
I principali musei della città sono:
- Museo nazionale di Breslavia (Muzeum Narodowe we Wrocławiu)
- Museo dell'Architettura di Breslavia (Muzeum Architektury)
- Museo comunale di Breslavia (Muzeum Miejskie Wrocławia)
- Museo dei principi Lubomirski (Muzeum Książąt Lubomirskich we Wrocławiu)
- Museo di storia Naturale di Breslavia (Muzeum Przyrodnicze we Wrocławiu)
- Museo geologico di Breslavia (Muzeum Geologiczne we Wrocławiu)
- Museo di mineralogia di Breslavia (Muzeum Mineralogiczne we Wrocławiu)
- Museo farmaceutico di Breslavia (Muzeum Farmacji we Wrocławiu)
- Museo delle Poste e Telecomunicazioni di Breslavia (Muzeum Poczty i Telekomunikacji we Wrocławiu)
- Museo arcivescovile di Breslavia (Muzeum Archidiecezjalne we Wrocławiu)
- Museo dell'Università di Breslavia (Muzeum Uniwersytetu Wrocławskiego)
- Museo di "Pan Tadeusz" (Muzeum „Pana Tadeusza”)
- Panorama di Racławice, ospita un dipinto alto 15 metri e lungo 120 realizzato sulle pareti di un edificio circolare rievocante la Battaglia di Racławice

### Teatri
A Breslavia vi si trova un gran numero di teatri e gruppi teatrali, i più importanti teatri della città sono:
- Teatro dell'Opera di Breslavia (Opera Wrocławska)
- Teatro delle bambole (Teatr Lalek)
- Teatro polacco (Teatr Polski)
- Teatro contemporaneo (Teatr Współczesny)
- Teatro Capitol (Teatr Capitol we Wrocławiu)

### Istruzione

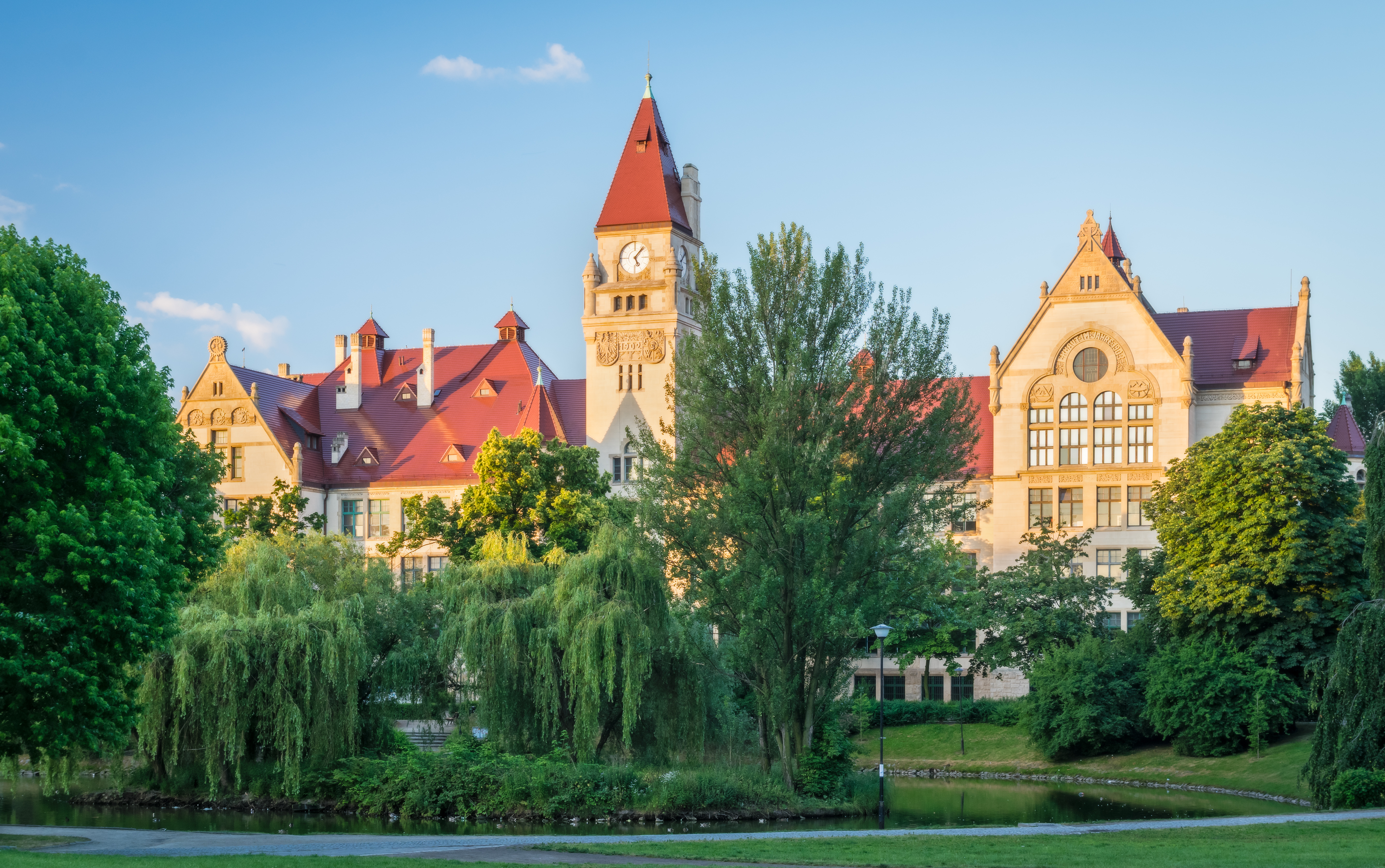
Politecnico, facoltà di architettura

Breslavia è il terzo centro universitario per numero di studenti (dopo Varsavia e Cracovia) in Polonia, inoltre è il più importante centro universitario nella regione del sud-ovest del paese. La particolarità della città è quella di vantare una comunità di studenti molto cospicua e vivace, nonché la presenza di un grande sostegno alla ricerca universitaria, che favorisce lo sviluppo intellettuale e dispone di eccellenti strutture e servizi.
I principali atenei della città sono:
- Università di Breslavia (Uniwersytet Wrocławski)
- Politecnico di Breslavia (Politechnika Wrocławska)
- Accademia musicale (Akademia Muzyczna im. Karola Lipińskiego we Wrocławiu)
- Accademia di belle arti Eugeniusz Geppert (Akademia Sztuk Pięknych im. Eugeniusza Gepperta we Wrocławiu)
- Università medica di Breslavia (ex Accademia medica) (Uniwersytet Medyczny im. Piastów Śląskich we Wrocławiu)
- Università di economia (ex Accademia di economia) (Uniwersytet Ekonomiczny we Wrocławiu)
- Università degli Studi di Scienze dell'ambiente e della vita (ex Accademia agraria) (Uniwersytet Przyrodniczy we Wrocławiu)
- Accademia di educazione fisica di Breslavia (Akademia Wychowania Fizycznego we Wrocławiu)

Oltre agli atenei statali, a Breslavia vi si trova un gran numero di università private e centri di ricerca.
Altre istituzioni culturali:
- Società Dante Alighieri, comitato di Breslavia.[7]

## Geografia antropica

### Suddivisioni amministrative

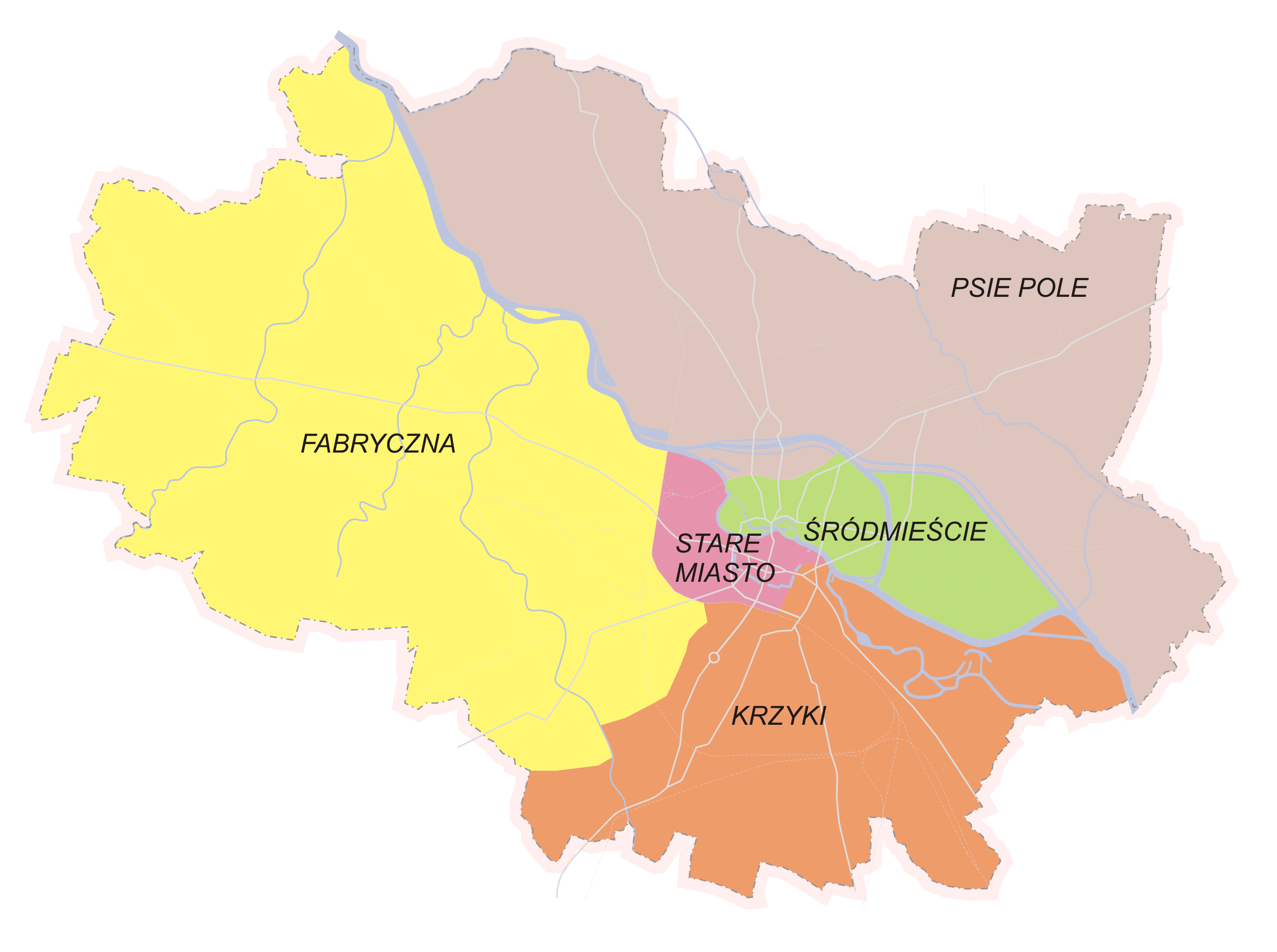
I quartieri di Breslavia

La città di Breslavia è suddivisa in cinque quartieri:
- Stare Miasto, (città vecchia)
- Śródmieście, (centro della città)
- Fabryczna
- Krzyki
- Psie Pole

## Economia

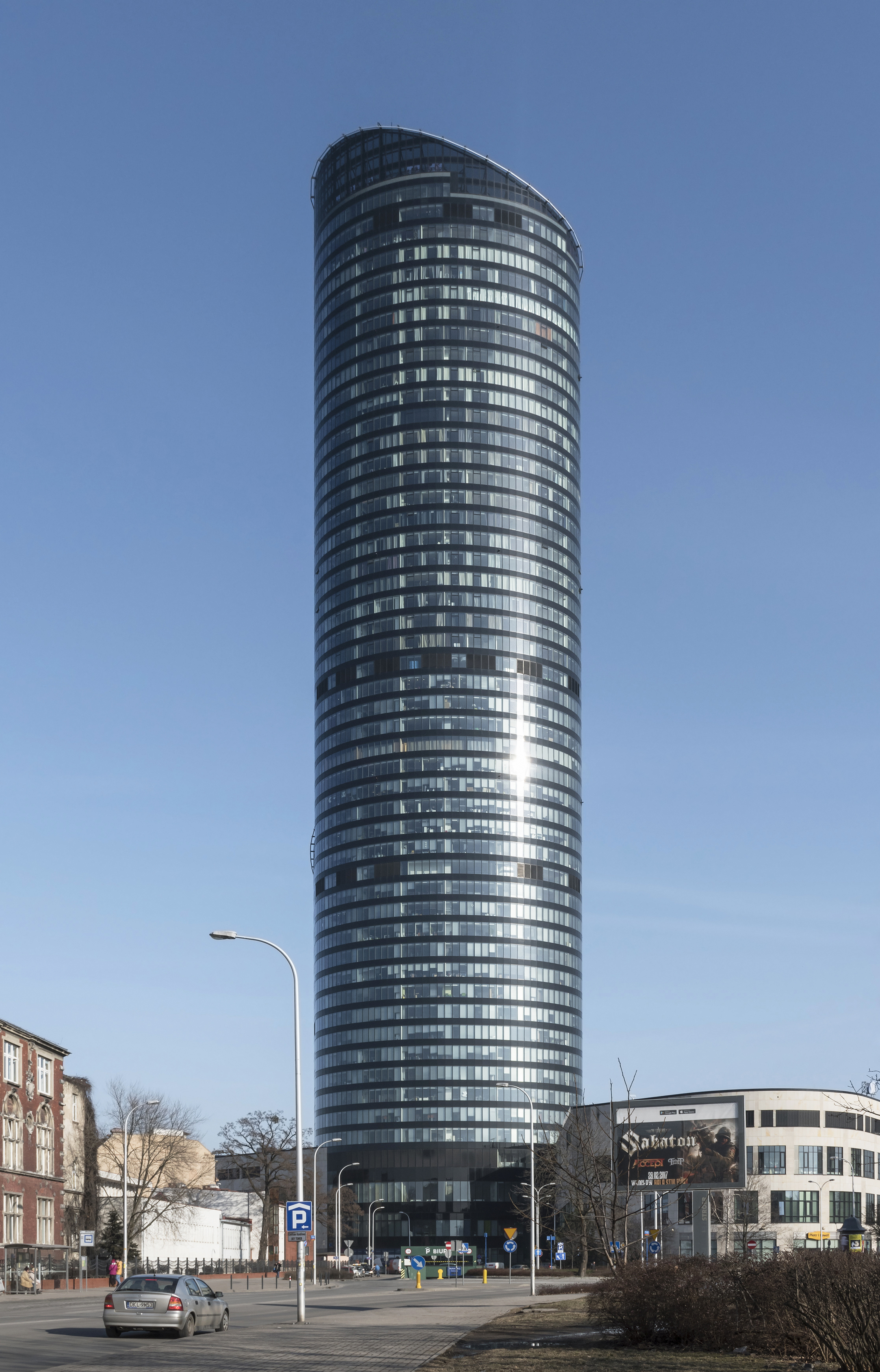
Sky Tower

Le industrie principali della città sono nel campo ferroviario e dell'elettronica. Negli ultimi anni la città di Breslavia ha eseguito una politica attiva per attrarre gli investitori stranieri dal settore high-tech. Dopo il 1989, Breslavia divenne un importante centro finanziario e ospita diverse istituzioni bancarie come: Bank Zachodni WBK, Lukas Bank, Getin Bank ed Europejski Fundusz Leasingowy.
Le principali aziende presenti a Breslavia:
| - 3M - Bombardier - Crédit Agricole - Credit Suisse - Gigaset Communications - Google - PPG Industries - Herbapol - LG Electronics - Hewlett Packard - IBM - Microsoft Corporation - Nokia Networks - Opera Software - Polmos - Robert Bosch GmbH - Santander Consumer Bank - Siemens - Volvo - Whirlpool Polska S.A. | - UPS - Amazon.com - Toshiba - Starbucks - KFC - Electrolux - Burger King - Ericsson - Mitsubishi Electric - UTC - Pizza Hut - WABCO - EIT+ - Tieto - Qatar Airways - Teva - Bank of New York - Hamilton Sundstrand - Kaufland |

## Infrastrutture e trasporti

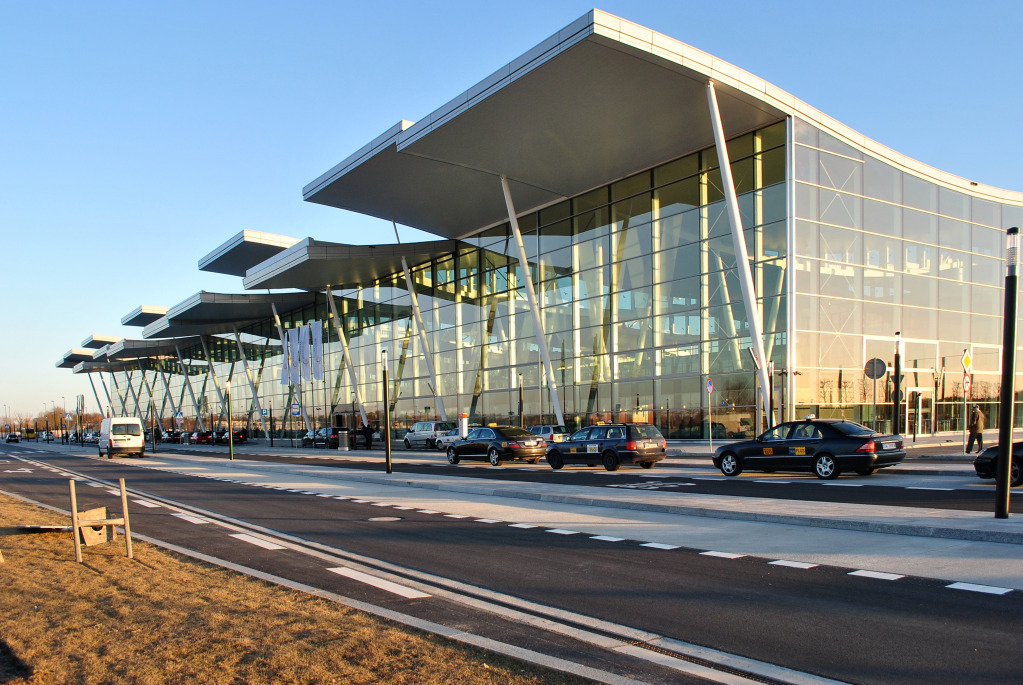
Aeroporto Niccolò Copernico

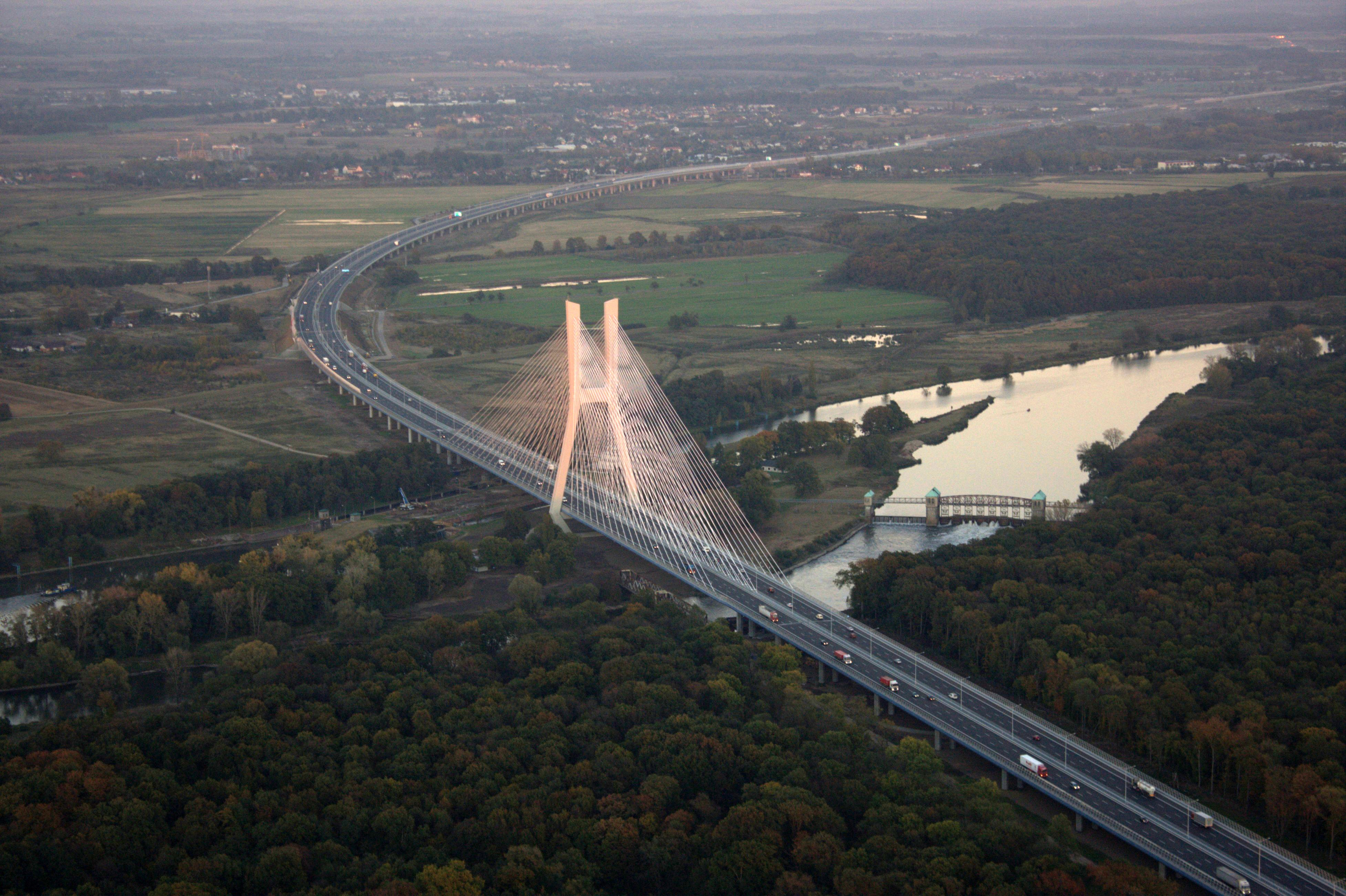
Ponte dell'autostrada A8

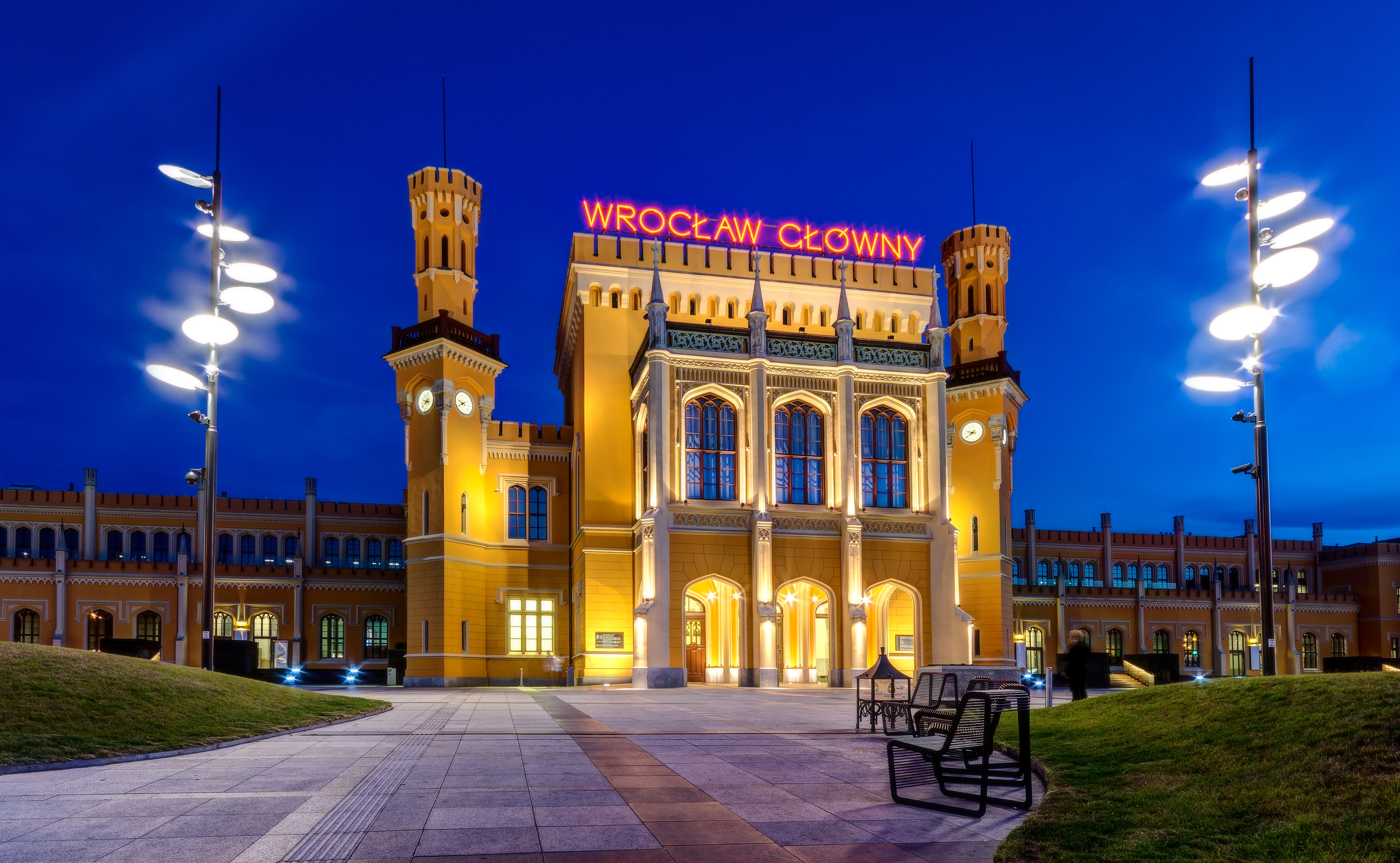
Stazione Centrale

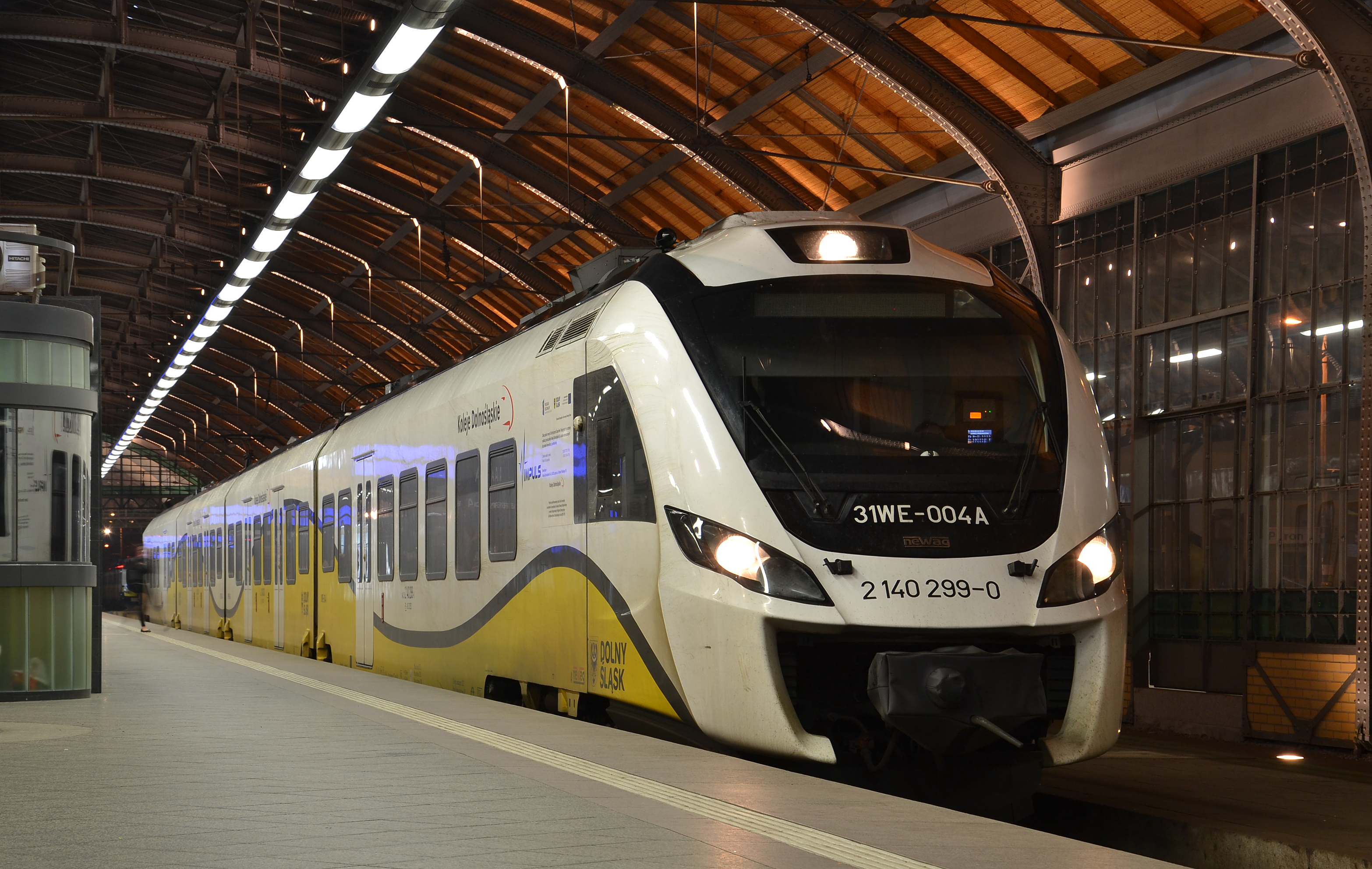
Treno interurbano alla Stazione Centrale

Breslavia vanta una rete stradale molto sviluppata, la quale consente veloci collegamenti con diverse città polacche, ceche, tedesche, slovacche e ucraine. A sud della città vi si trova l'autostrada A4, che consente un collegamento rapido a ovest con Dresda, Praga e Berlino, e ad est con la Slesia, Cracovia e con l'Ucraina. Inoltre la città è attraversata a ovest dall'autostrada A8 (tangenziale di Breslavia) la quale costituisce un collegamento tra l'autostrada A4 e la Superstrada S8.

### Fluviale
Fin dal Medioevo il fiume Oder è stato usato per trasportare merci. La città dispone di un porto fluviale, inoltre vi è una serie di canali artificiali costruiti tra il XIX secolo e il XX secolo, muniti di chiuse per compensare il dislivello dell'acqua.

### Aereo
L'Aeroporto di Breslavia-Niccolò Copernico, in termini di numero di passeggeri è attualmente il quinto aeroporto polacco, ma in termini di volume delle operazioni di volo è sul quarto posto dopo Varsavia, Cracovia e Danzica. Nel 2007 ha gestito 1 270 825 passeggeri su linee nazionali e internazionali, diventando il quinto aeroporto polacco dopo gli aeroporti di Varsavia, Cracovia, Katowice e Danzica.

### Tram
I primi tram furono introdotti nel 1877 ed erano vagoni trainati da cavalli. Nel 1893 vennero sostituiti dai primi tram elettrici; negli anni successivi la linea venne ampliata ed elettrificata. Durante la seconda guerra mondiale la linea non venne danneggiata particolarmente, ma la maggior parte dei tram non poté più essere adibita all'uso. Il 22 luglio 1945 il servizio tornò in funzione, anche se non completamente. Nel dopoguerra venne istituita la MPK Wroclaw, attuale gestore dell'intera rete di Breslavia.
Attualmente la compagnia MPK opera con 432 tram su una rete di 258,2 km di binari con 382 fermate.

### Bus
Il sistema di trasporti pubblici tramite autobus di Breslavia, è composto da 86 linee giornaliere e 13 linee notturne. La maggior parte degli autobus è gestita dalla MPK Wrocław, con 759 veicoli su 89 linee cittadine. Inoltre vi sono presenti operatori privati come: DLA Wrocław, la quale opera su tratte urbane ed interurbane, Polbus PKS Wrocław su tratte interurbane e Sevibus Wrocław.

### Ferrovie
La prima linea a raggiungere Breslavia fu la Oberschlesische Eisenbahn nel 1842, lo sviluppo della rete ferroviaria venne eseguito in più fasi. In primo luogo la costruzione della rete fu affidata a numerose società private, le quali collaborarono scoordinate fra di loro, costruendo stazioni proprie e usando scartamenti differenti. Nei primi anni sessanta dell'Ottocento il governo della Prussia nazionalizzò le ferrovie, unificando anche la rete ferroviaria della città.
La Stazione Centrale è la terza stazione più grande della Polonia, dopo Varsavia e Cracovia. La città dispone inoltre di numerose stazioni minori, rendendo la rete ferroviaria della città la seconda dopo Varsavia per numero di stazioni. Breslavia è un importante nodo per il traffico internazionale, nazionale e regionale. Da qui partono treni diretti verso le principali città polacche e per la Germania. La stazione e l'esterno hanno subito un rinnovamento in occasione dell'Euro 2012 di calcio tenutosi a Breslavia e in altre città della Polonia e Ucraina.

## Amministrazione

### Gemellaggi
- Wiesbaden, dal 1987
- Vienne (dipartimento), dal 1990
- Breda, dal 1991
- Charlotte, dal 1991
- Dresda, dal 1991
- Guadalajara, dal 1995
- Ramat Gan, dal 1997
- Leopoli, dal 2002
- Hradec Králové, dal 2003
- Kaunas, dal 2003
- Hrodna, dal 2005
- Araucária, dal 2006
- Lilla, dal 2009[8]

## Sport

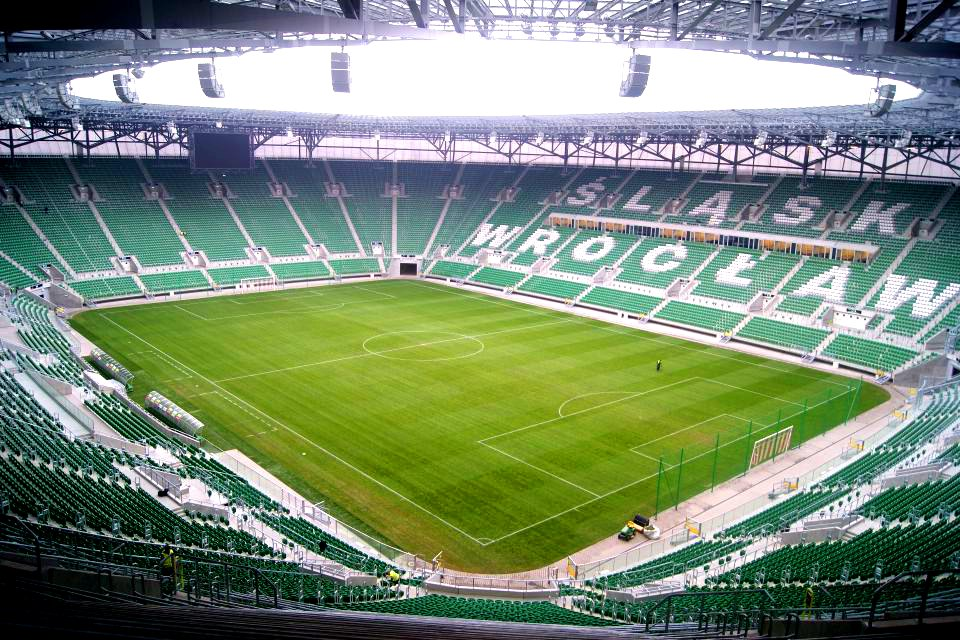
Lo stadio municipale

Breslavia è sede di molte società sportive. La più celebre società calcistica della città è lo Śląsk Wrocław, una delle squadre più forti della Polonia, che gioca nella prima divisione del campionato polacco ed è stata campione nazionale nelle stagioni 1977 e 2012. La società Śląsk Wrocław ha sede nel nuovo Stadio municipale, che ospitò alcuni incontri dei Europei di calcio 2012. Vi è inoltre lo Stadio olimpico, costruito nel 1926 per ospitare i Kampfspiele Deutsche, un evento sportivo organizzato per gli atleti tedeschi, a causa del divieto di partecipazione della Germania ai giochi olimpici del 1920 e del 1924. Ogni anno nella città si tiene la maratona di Breslavia (Wrocław Maraton).
A Breslavia ha sede la Wrocławski Klub Sportowy Śląsk Wrocław, società di pallacanestro partecipante alla massima divisione, dove ha conquistato numerosi titoli nazionali.
Un'altra disciplina popolare è lo speedway. Il club Sparta Wrocław, quattro volte campione polacco, ha sede a Breslavia.

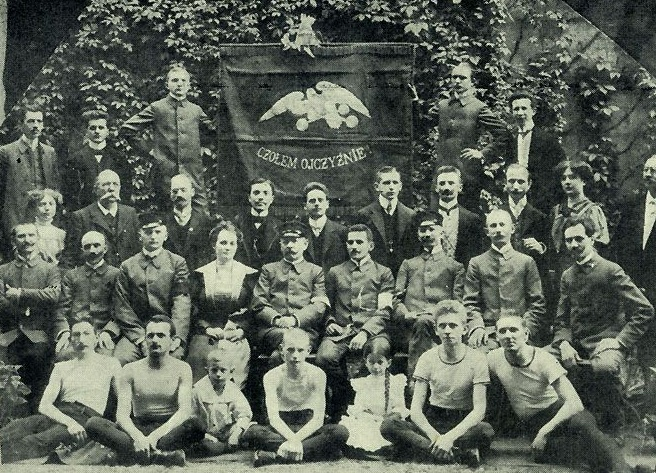
Società di ginnastica polacca "Sokół" a Breslavia nel 1910

Nel 1894, la società ginnastica polacca "Sokol" fu fondata a Breslavia.
Nel 2014 a Breslavia si svolse il Campionato mondiale maschile di pallavolo.
La locale squadra di football americano, i Panthers Wrocław, partecipa alla Topliga. Nata dalla fusione dei Giants Wrocław con i Devils Wrocław, ha al proprio attivo i 4 titoli nazionali vinti dalle squadre fondatrici (3 Giants, 1 Devils).

### Impianti sportivi

#### Stadio Comunale
Situato nella parte occidentale della città e costruito appositamente per ospitare tre gare della fase a gironi di Euro 2012. La capienza è di 44.308 posti. L'inaugurazione a livello internazionale è avvenuta l'11 novembre 2011 con l'incontro amichevole tra Polonia e l'Italia, con la vittoria di quest'ultima per 2-0.
Oggi lo stadio ospita la società calcistica di prima divisione nel campionato polacco il Śląsk Wrocław.